# واکسول
واکسول (به انگلیسی: Vauxhall) شرکت خودروسازی بریتانیایی است، که از شرکت‌های تابعه استلانتیس به‌شمار می‌آید.
دفتر اصلی این شرکت در شهر لوتون، بریتانیا قرار دارد. مدل‌های واکسول تا حد بسیاری به خودروهای اوپل شباهت دارند؛ همچنین بیشتر مدل‌های واکسول در روسلزهایم آلمان طراحی می‌گردد.
خودروهای واکسول در دو مرکز تولید می‌شوند: خودروهای تجاری در لوتن و خودروهای مسافری در الزمر پورت، انگلستان تولید می‌شوند. بخش مستقر در لوتون دارای ۱٫۱۷۰ نفر پرسنل است و ظرفیت تولید آن سالانه ۱۰۰٫۰۰۰ دستگاه می‌باشد. شمار کارکنان بخش واقع در الزمر پورت، بیش از ۲٫۱۰۰ نفر بوده و ظرفیت تولیدی معادل ۱۸۷٫۰۰۰ دستگاه در سال را، دارا می‌باشد.

## نگارخانه

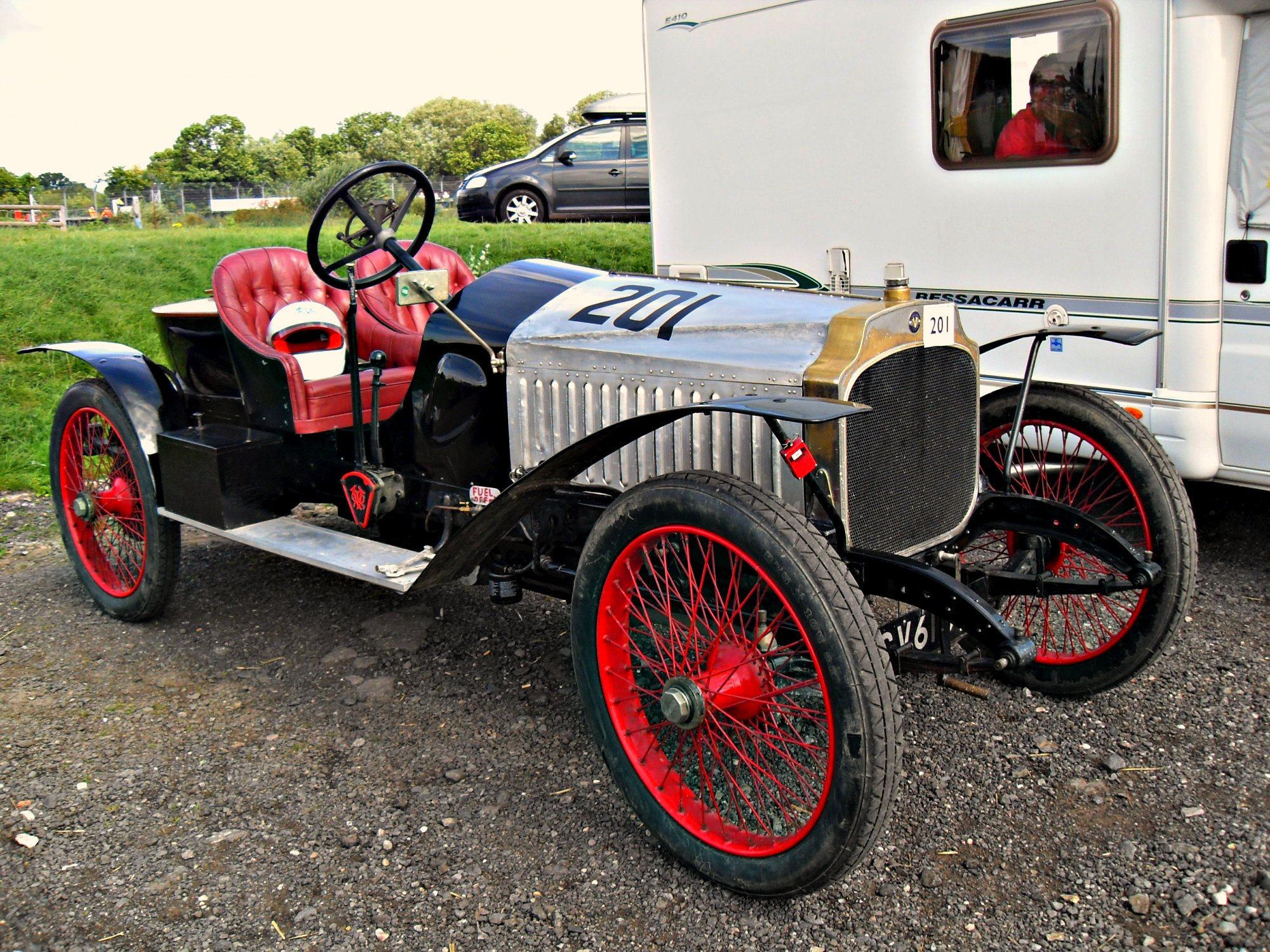
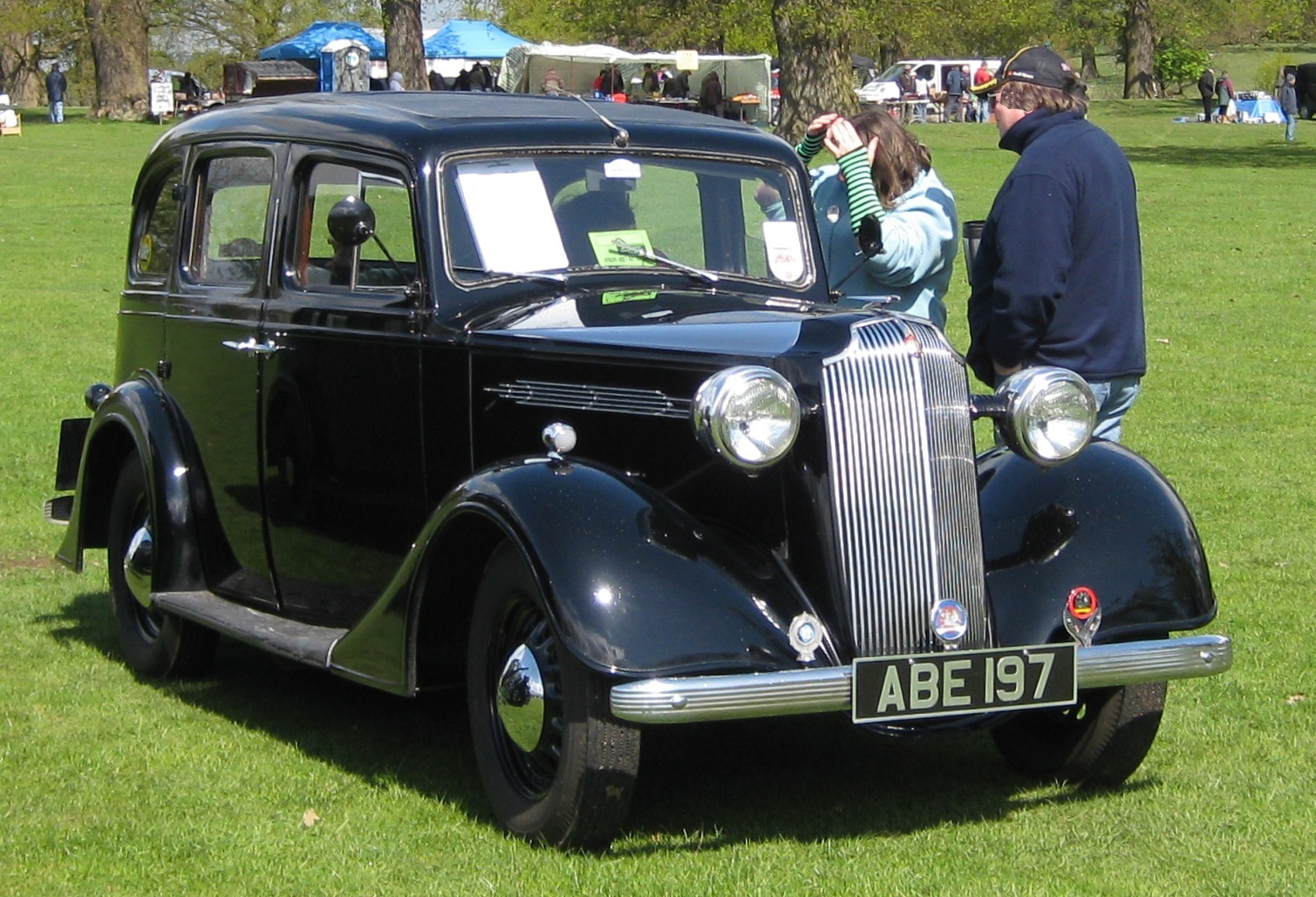
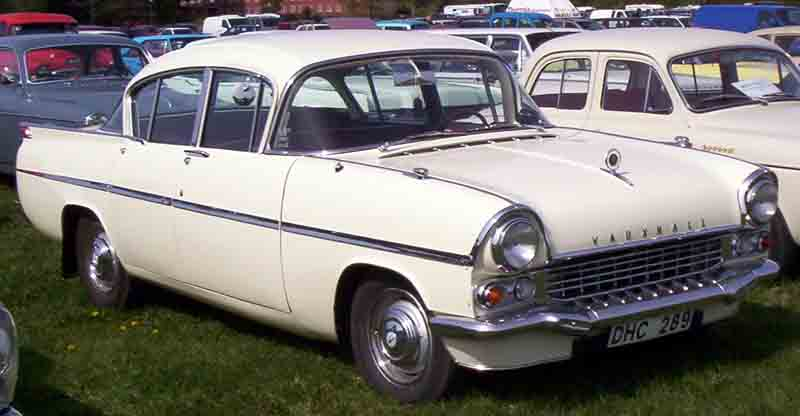
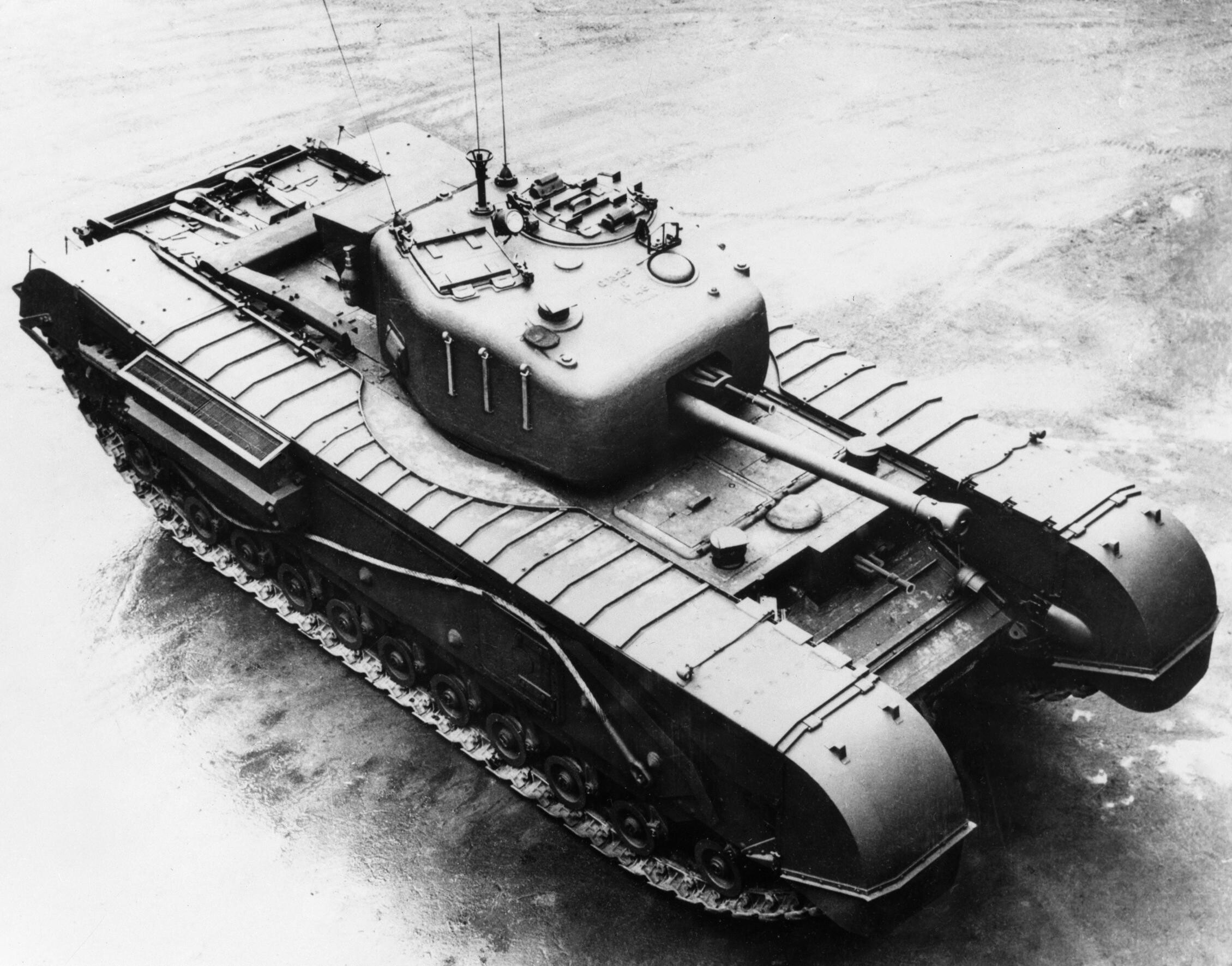
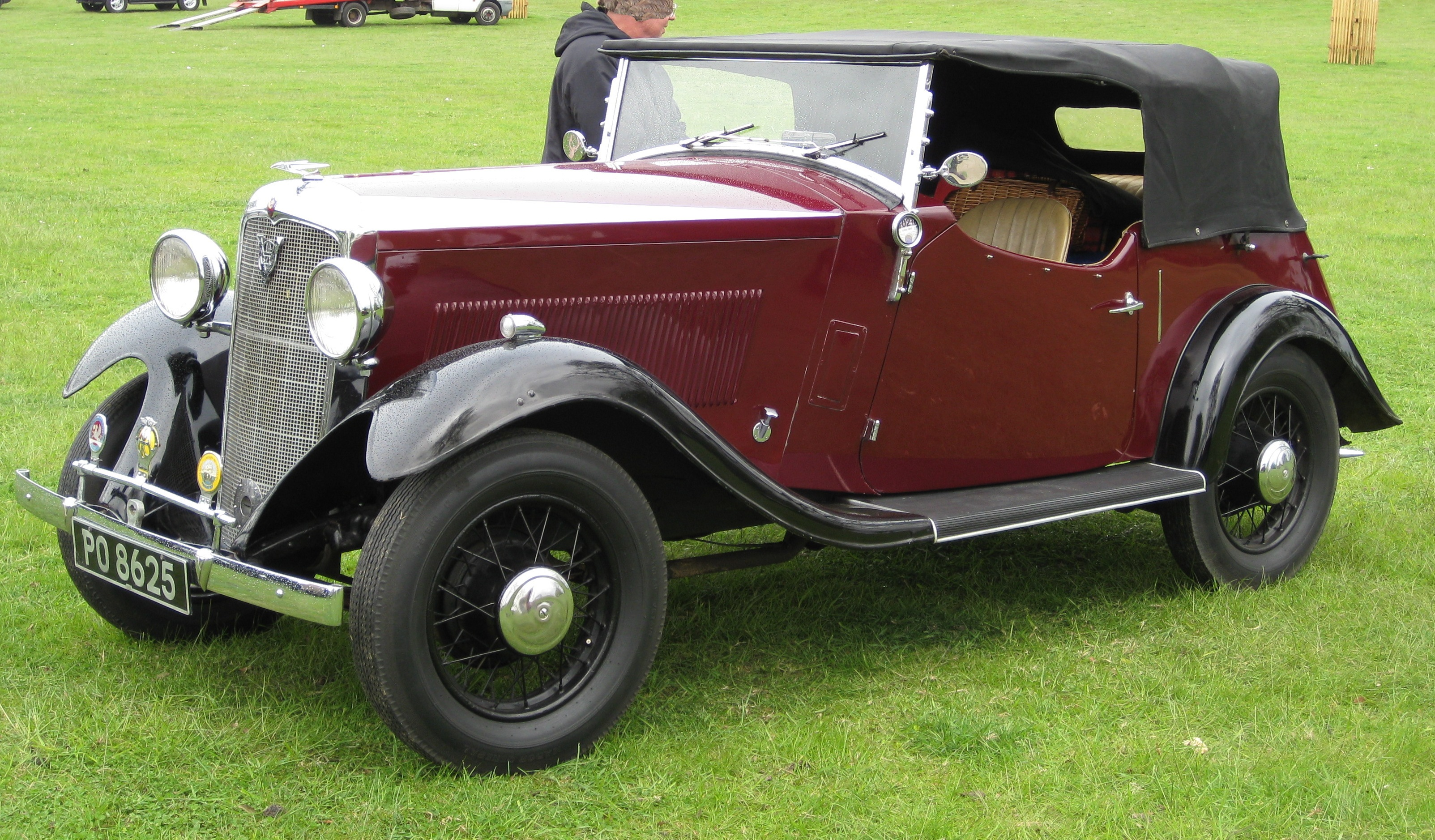
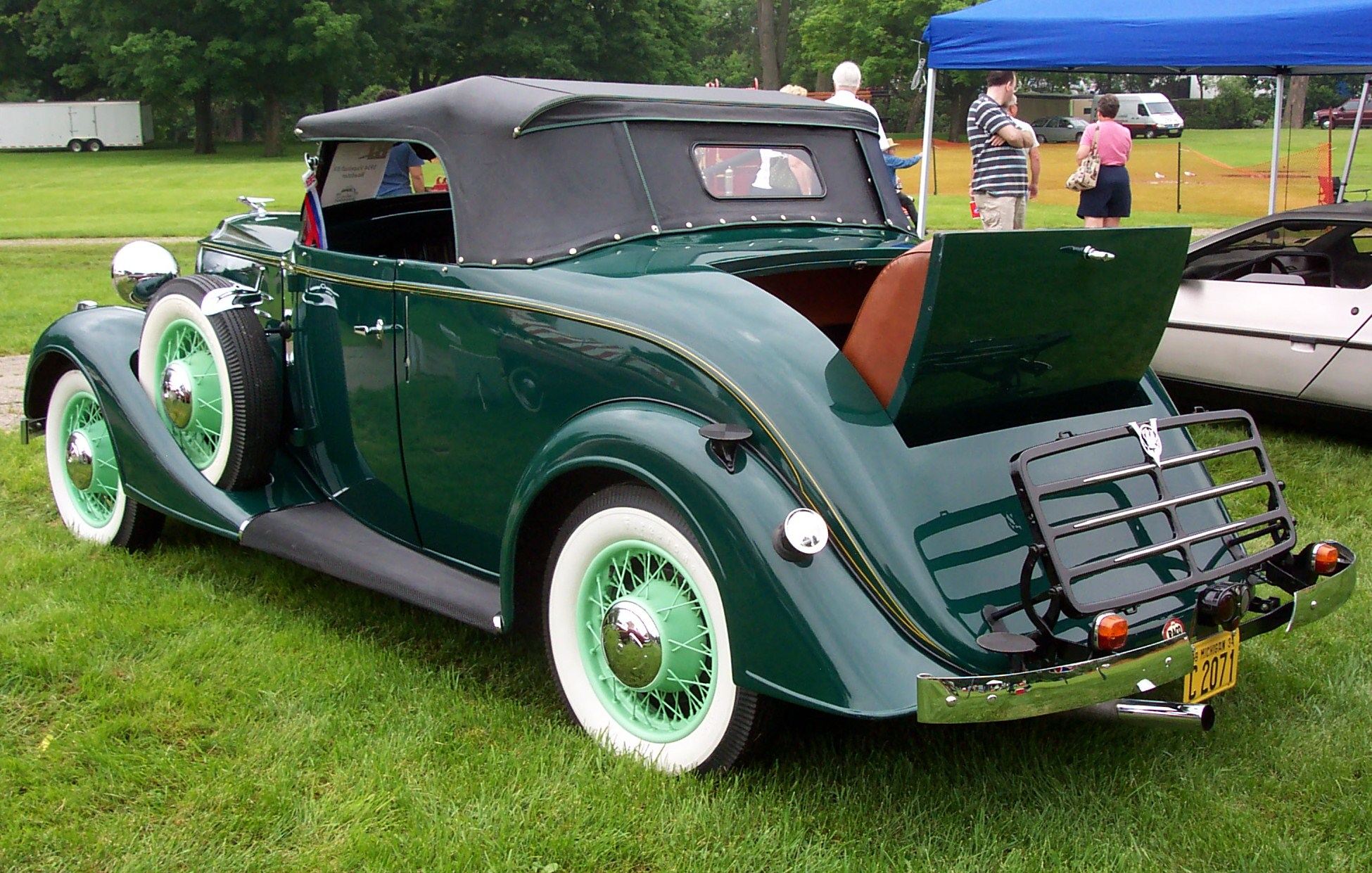
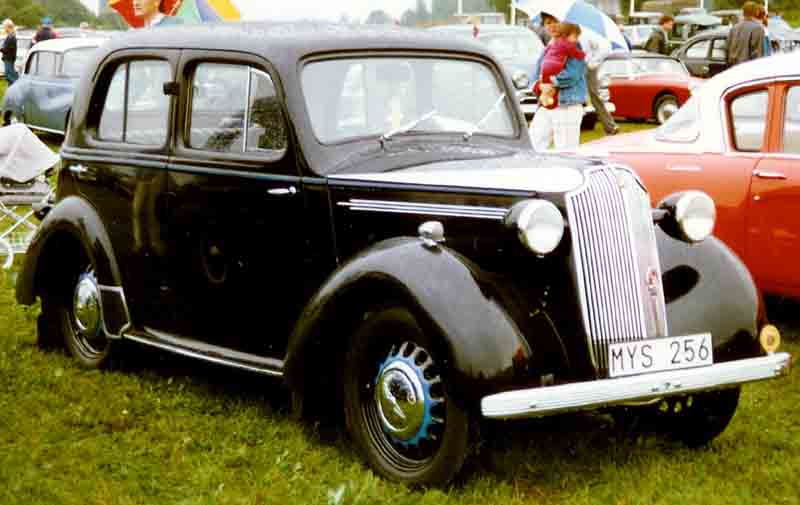
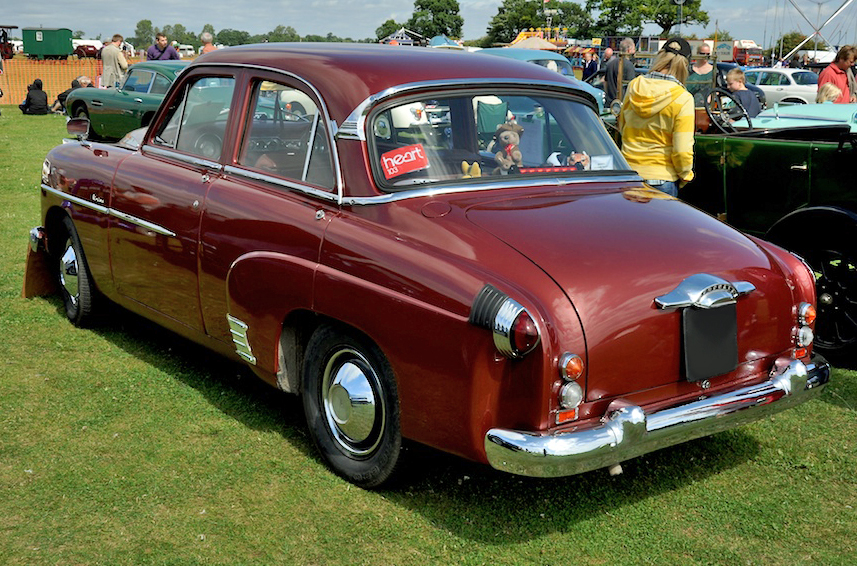
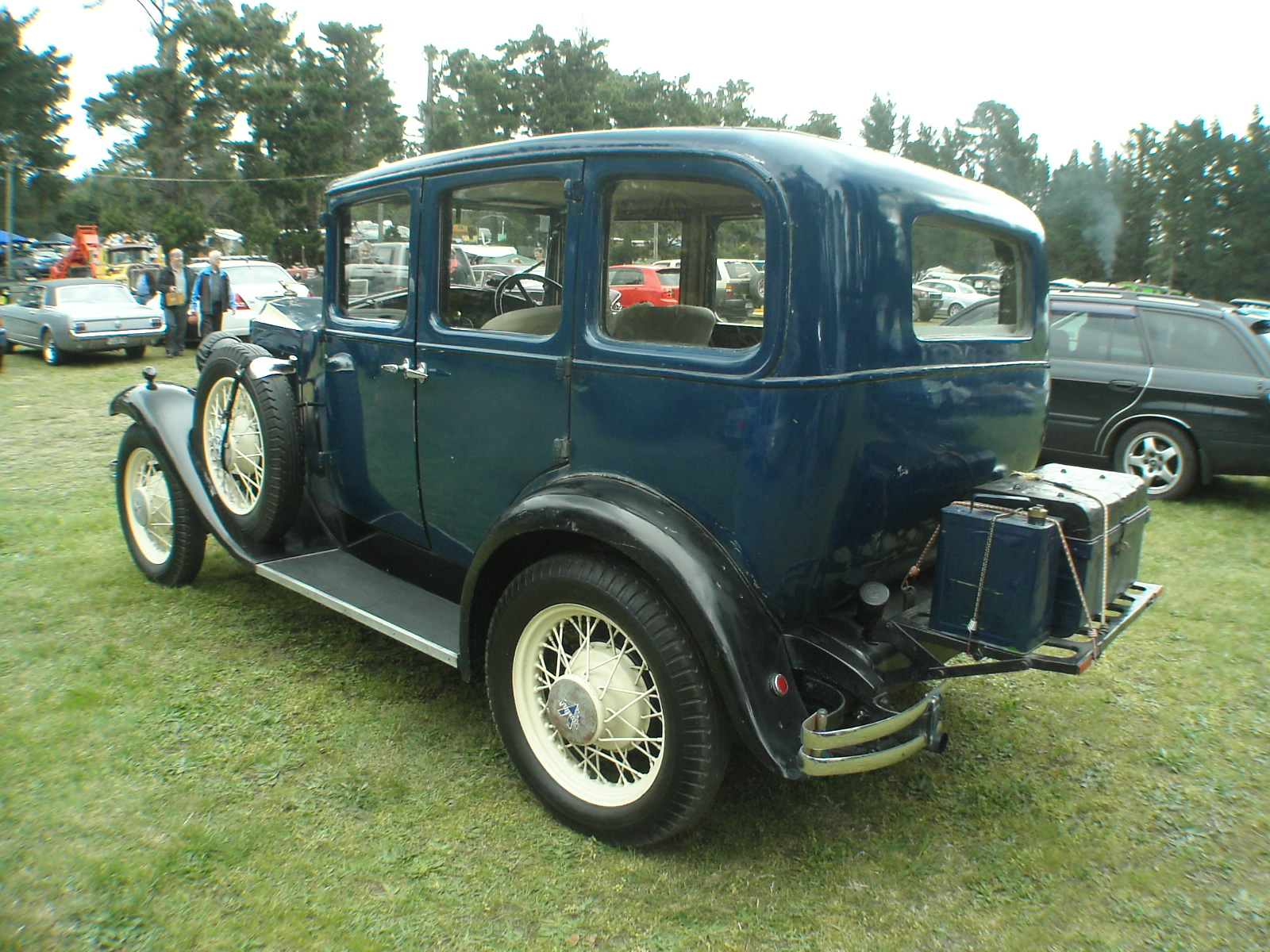
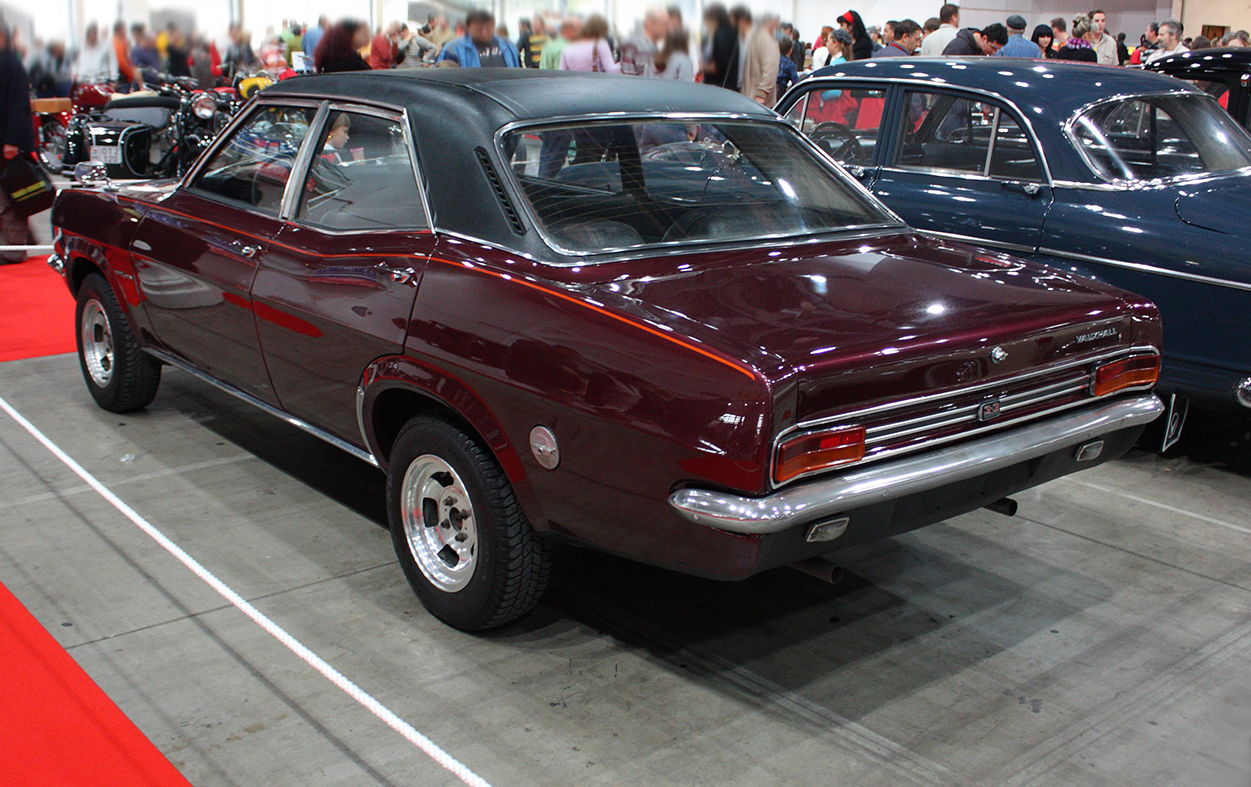
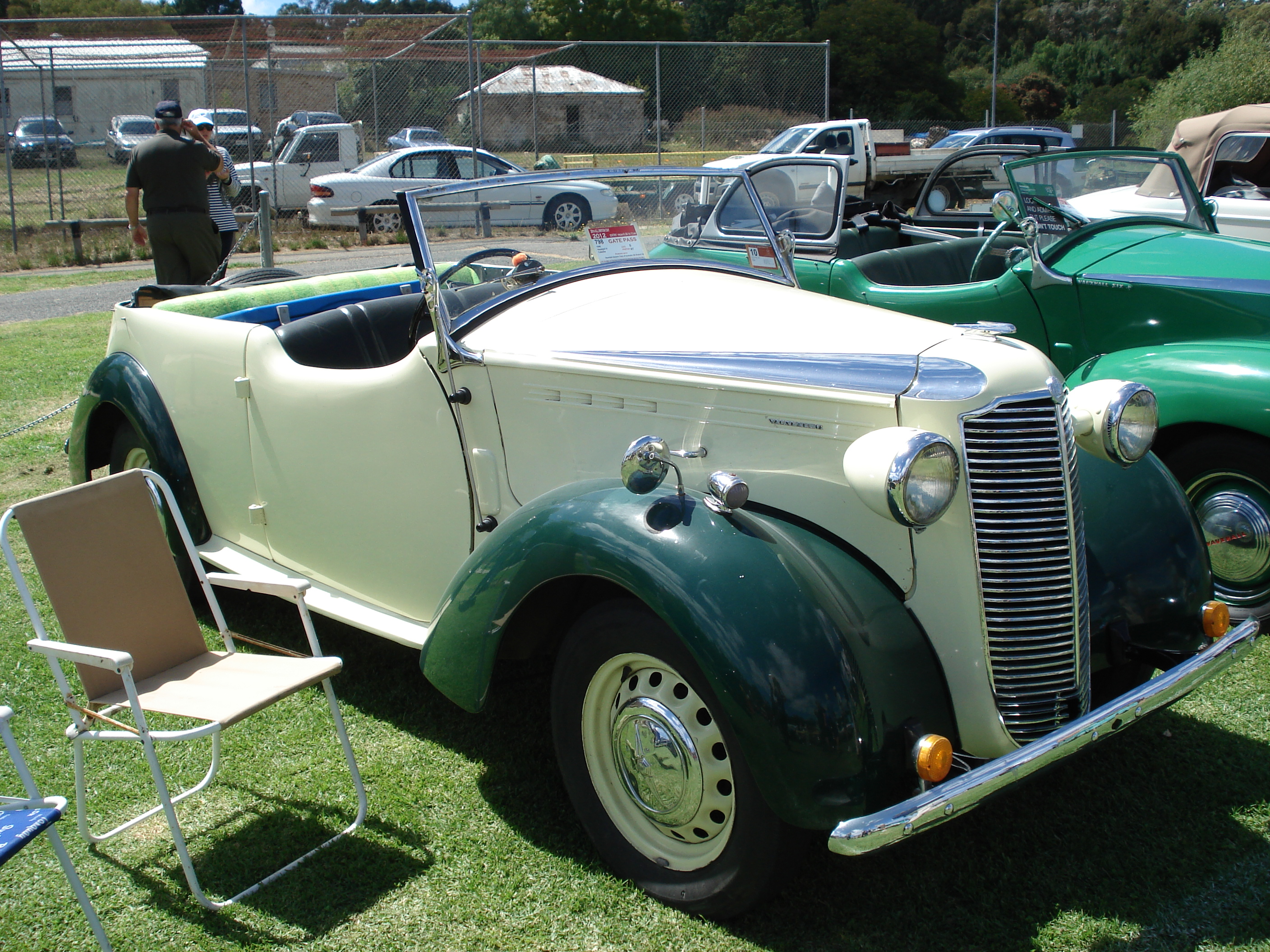
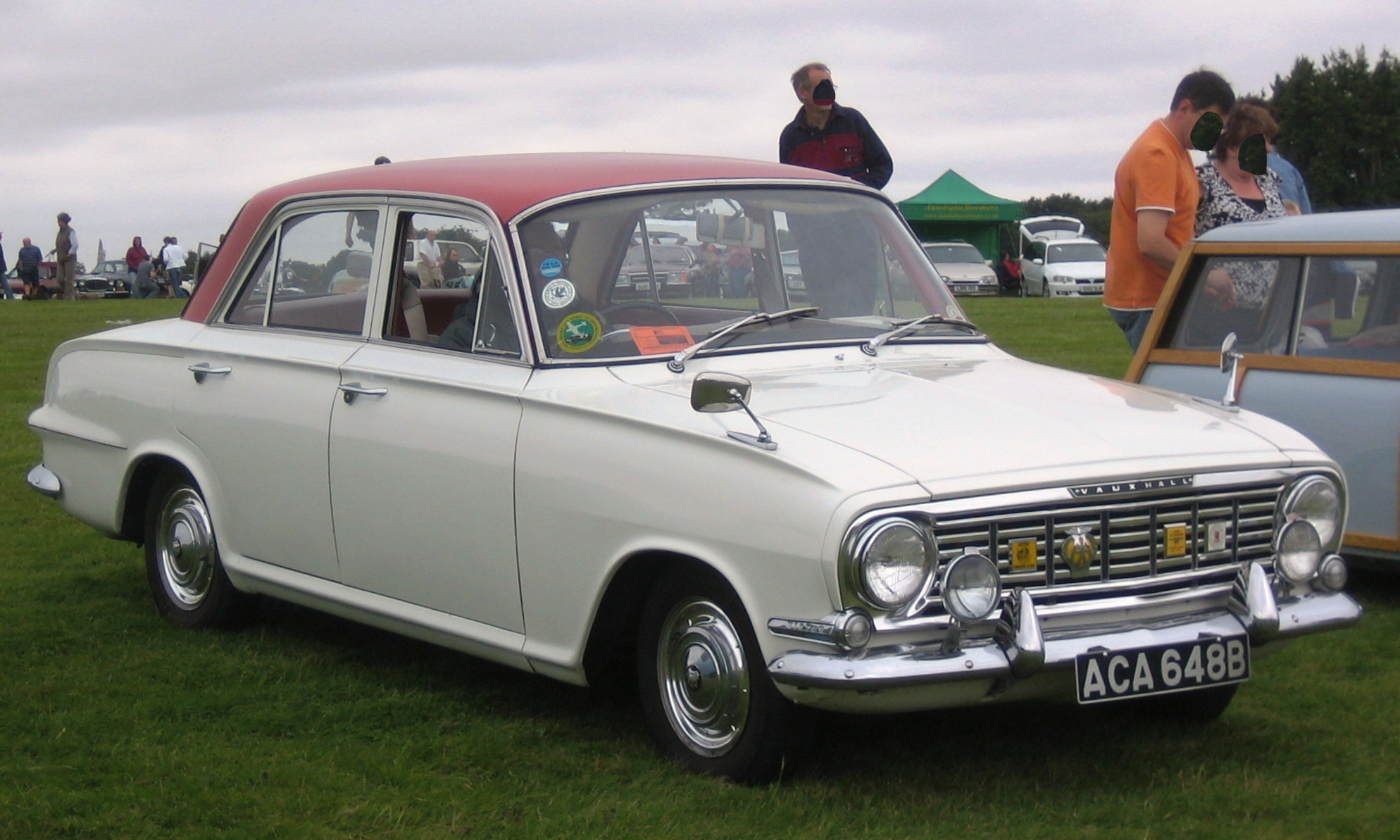
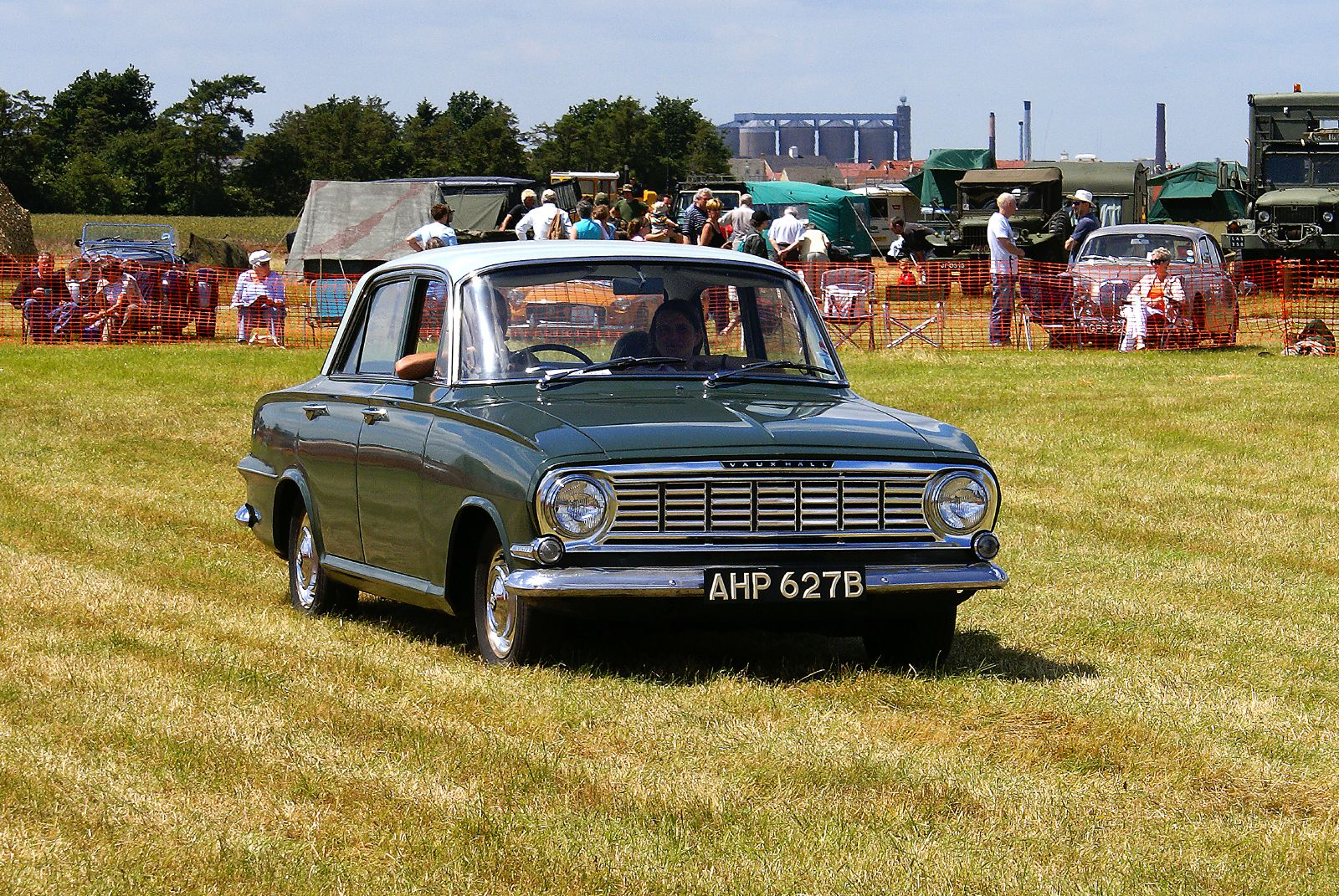
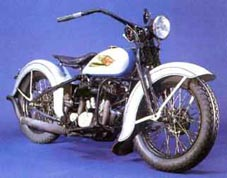
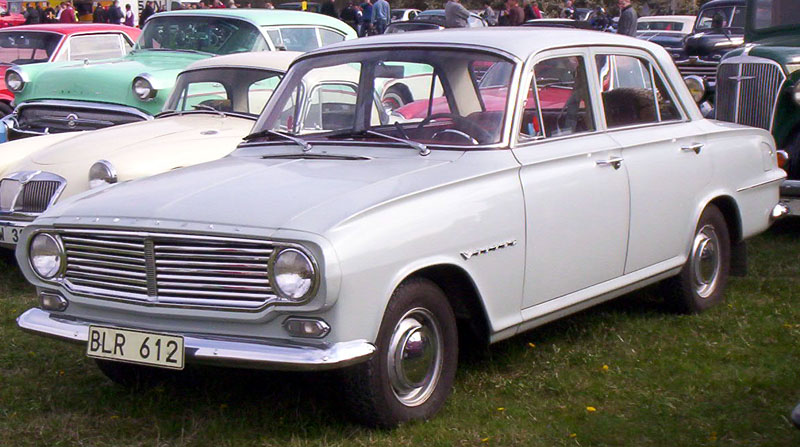
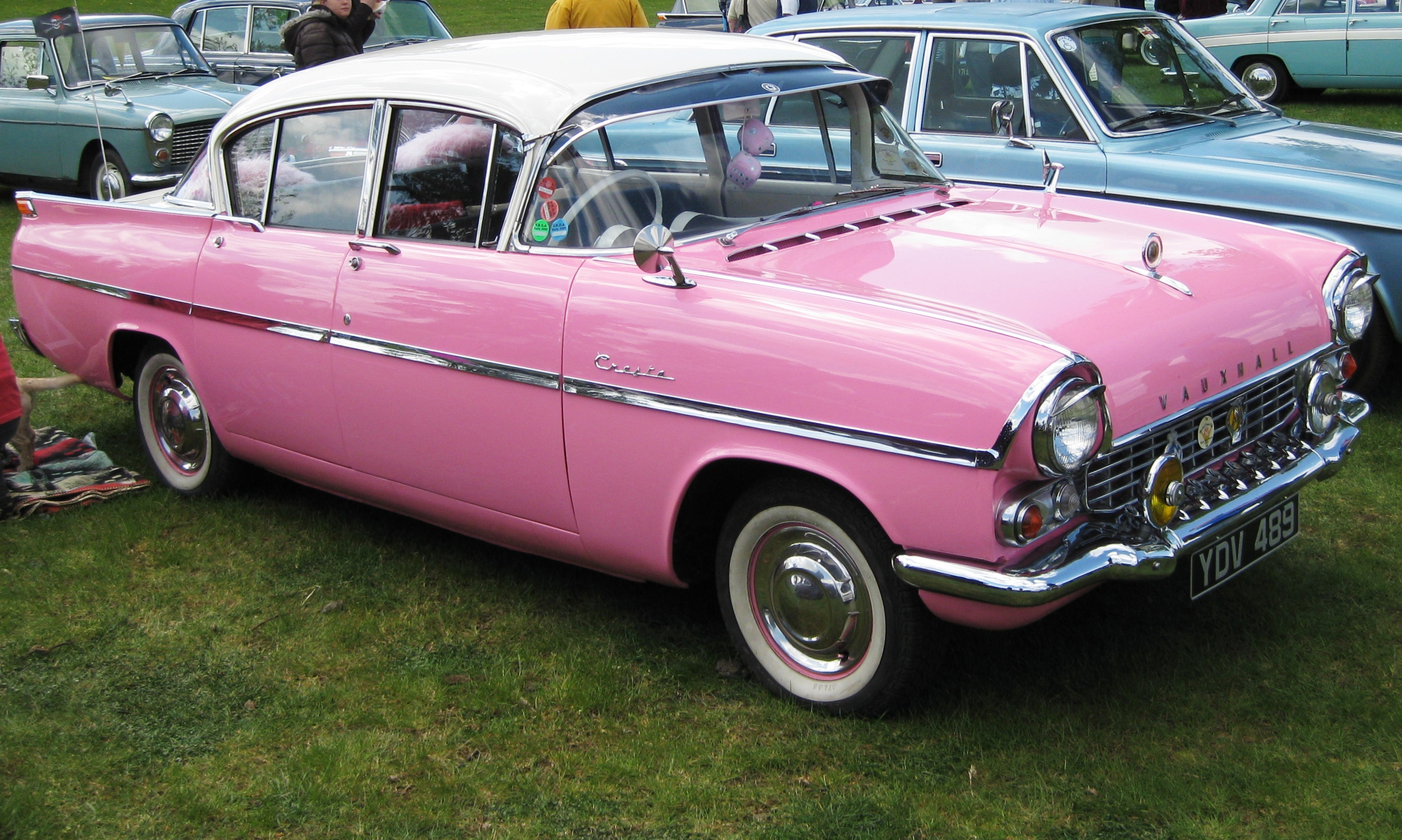
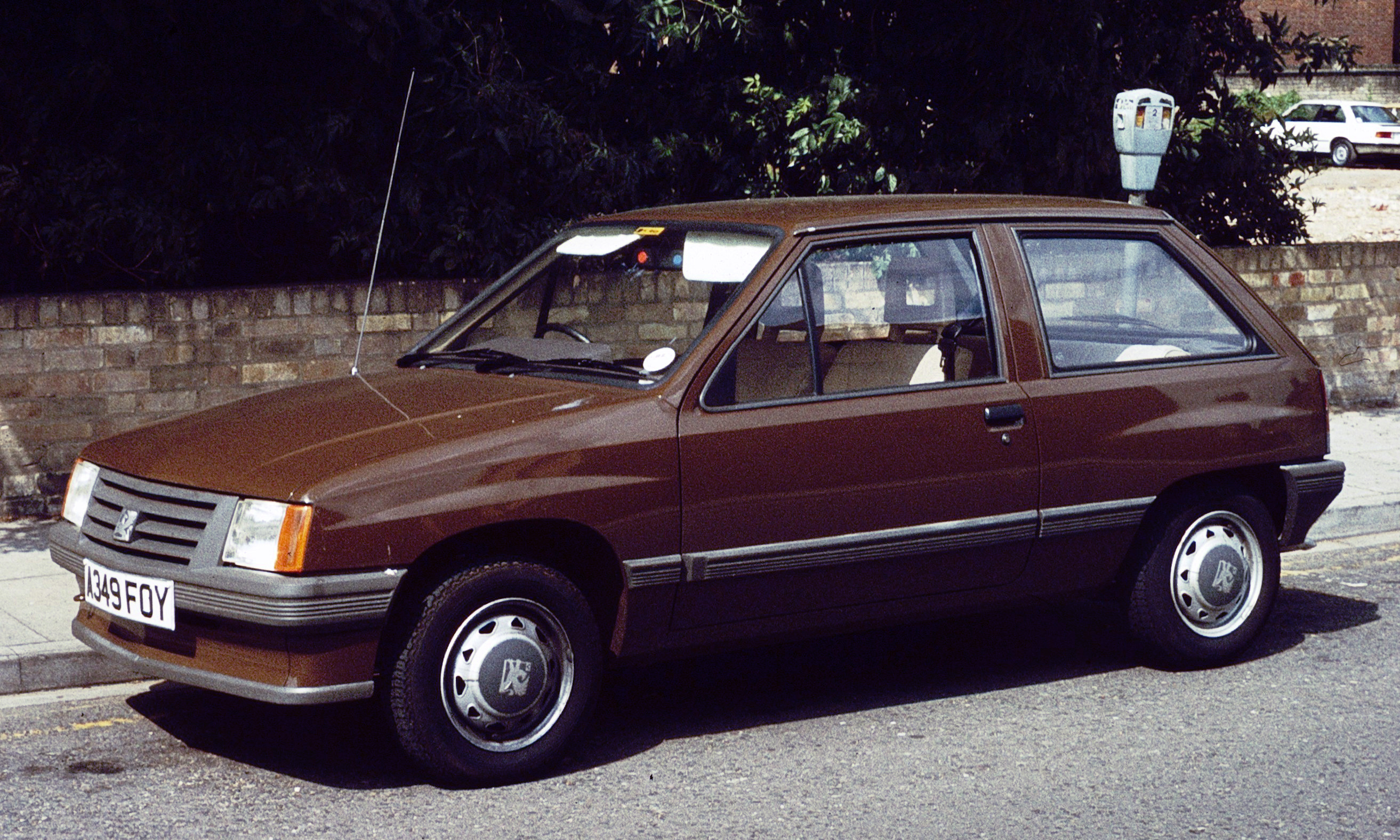
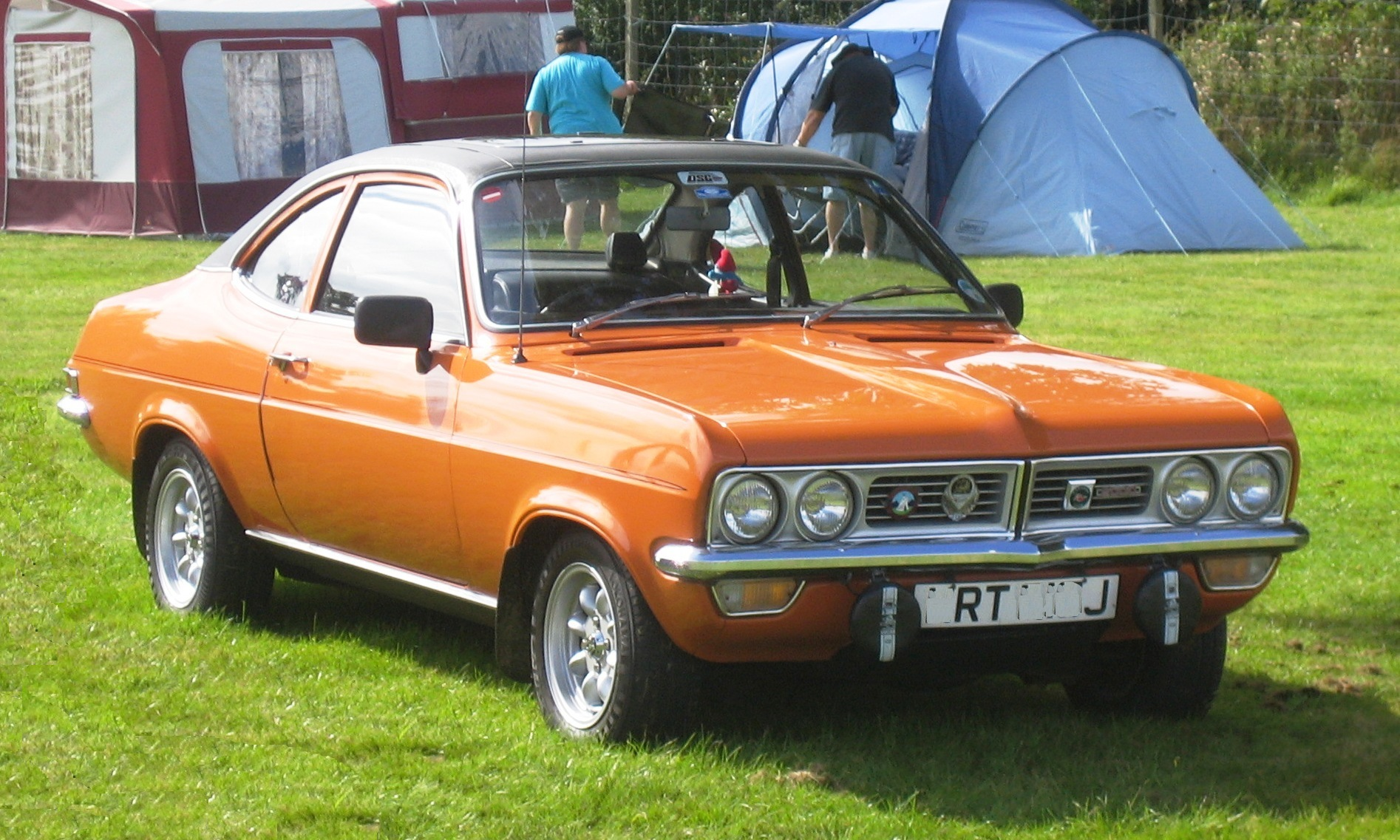
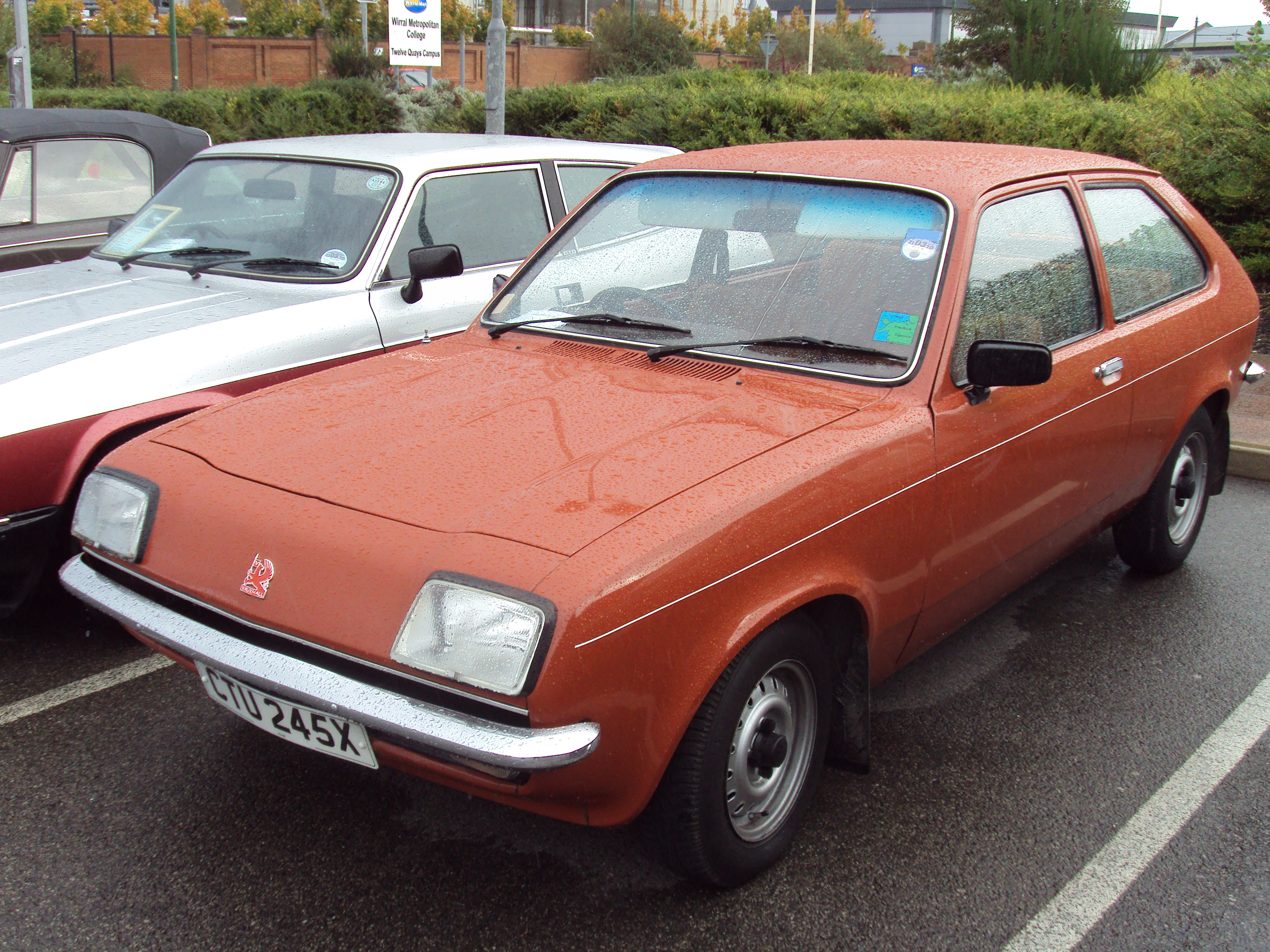
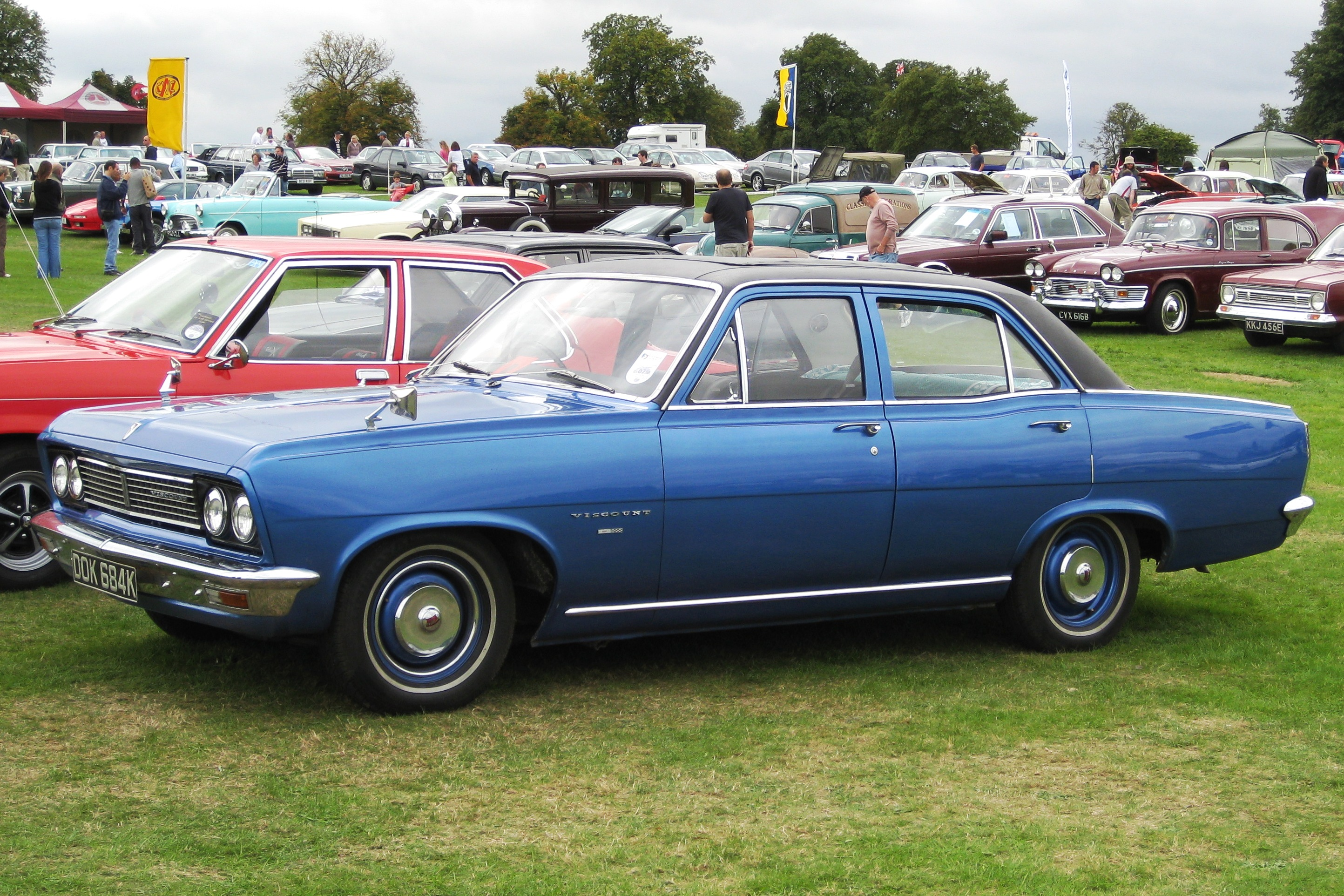
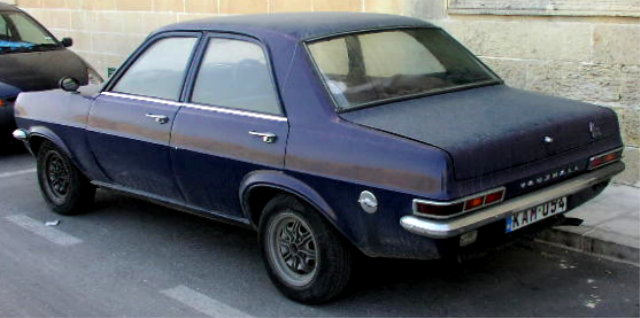
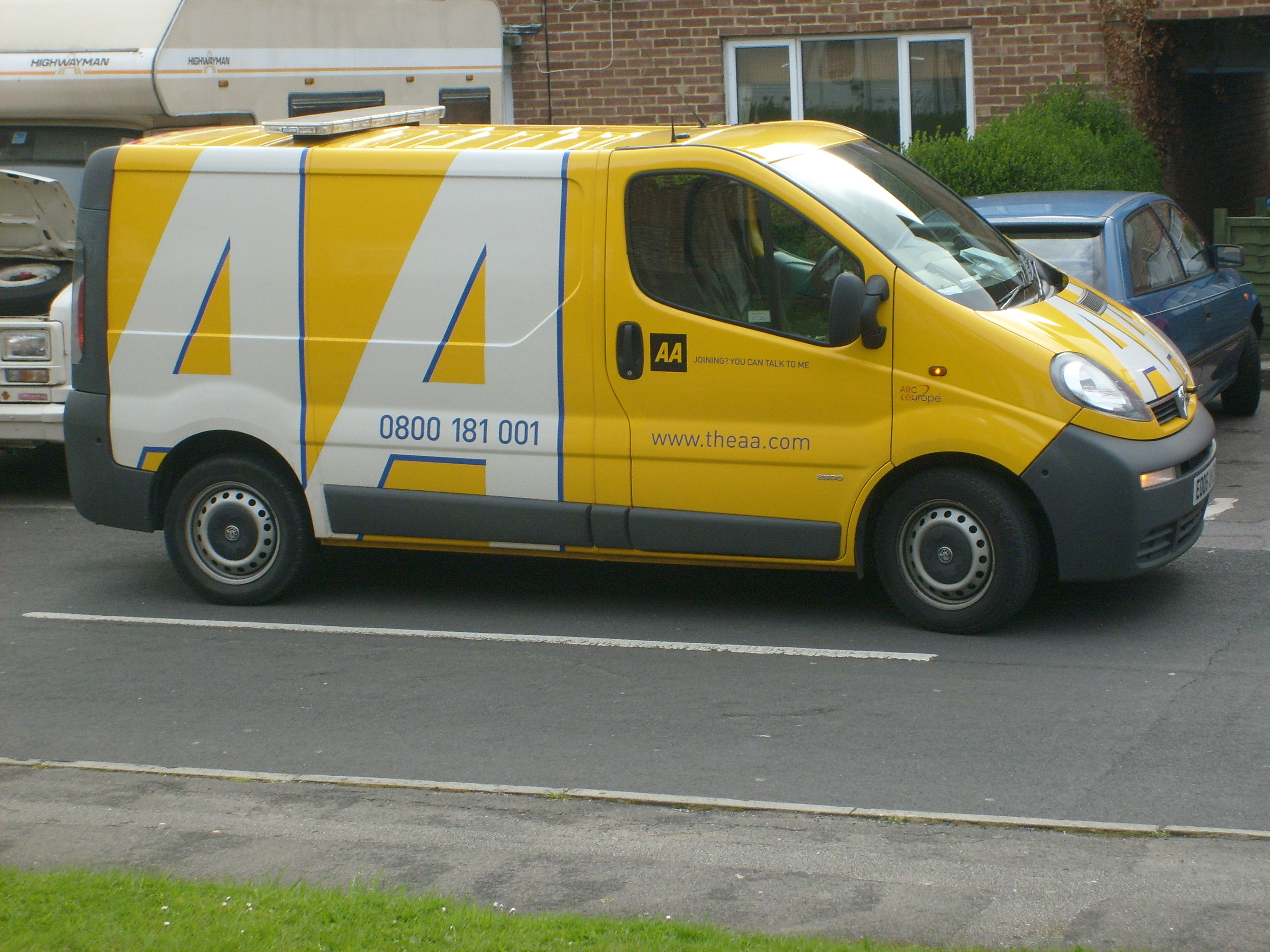
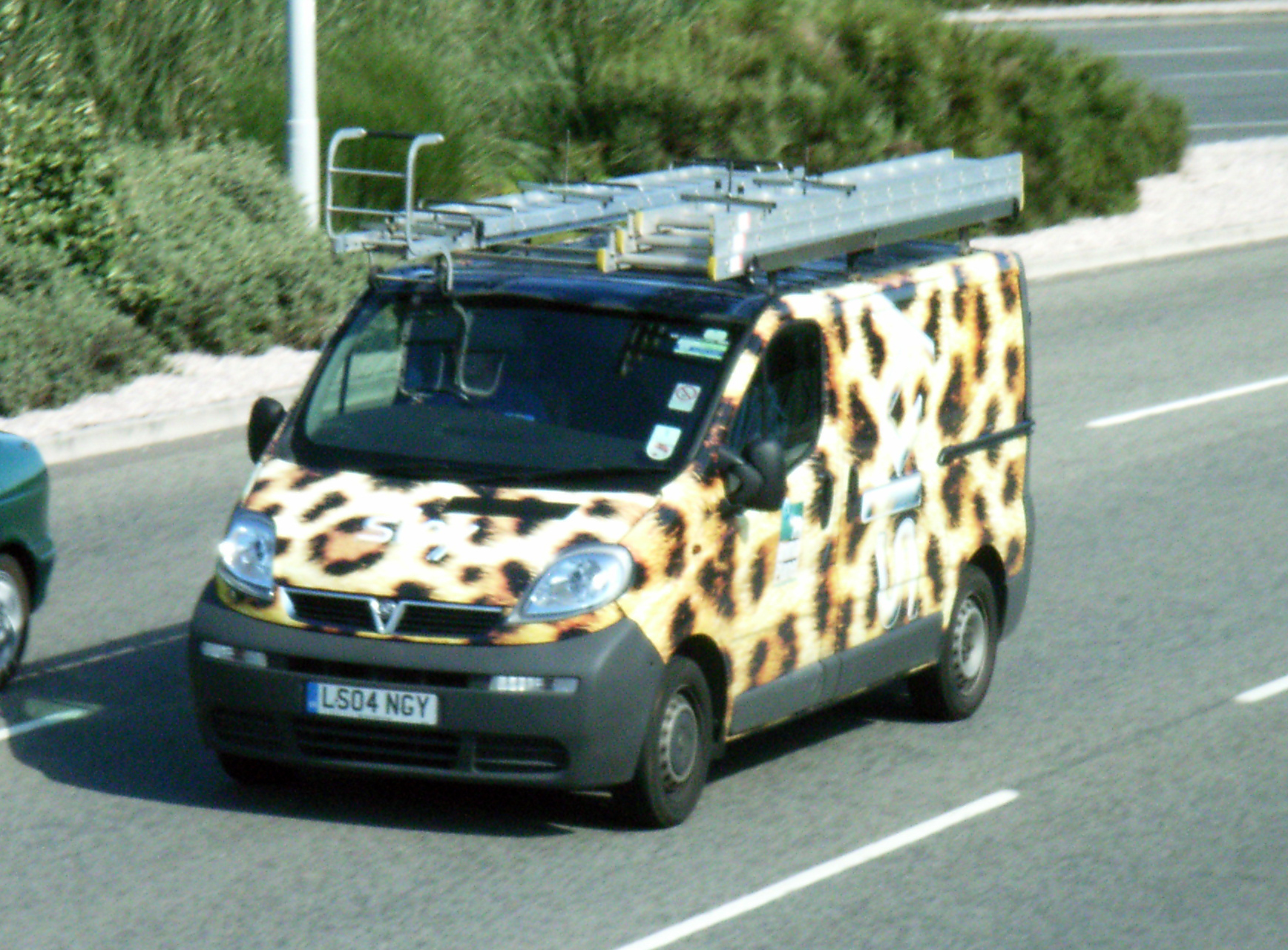
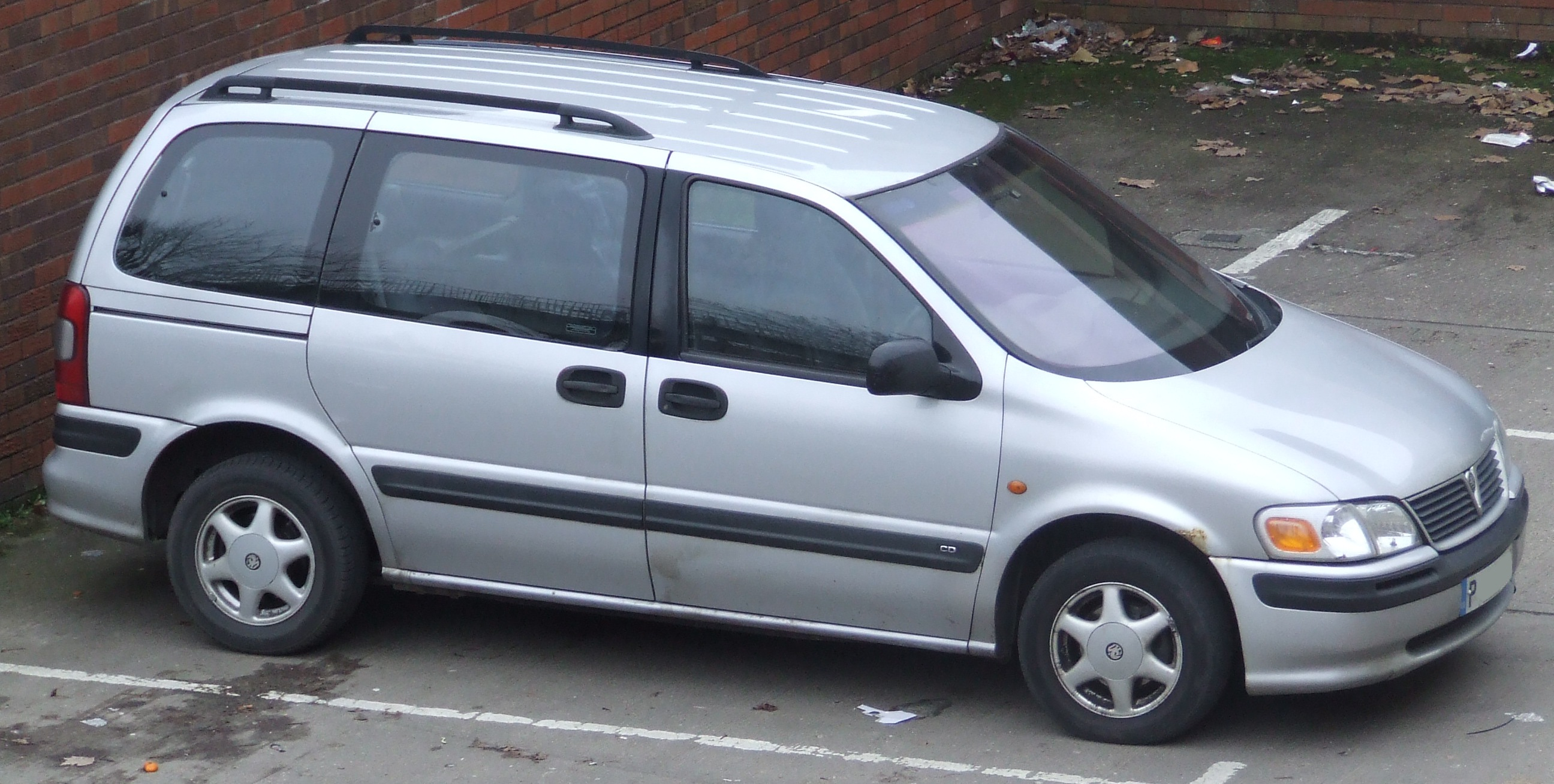
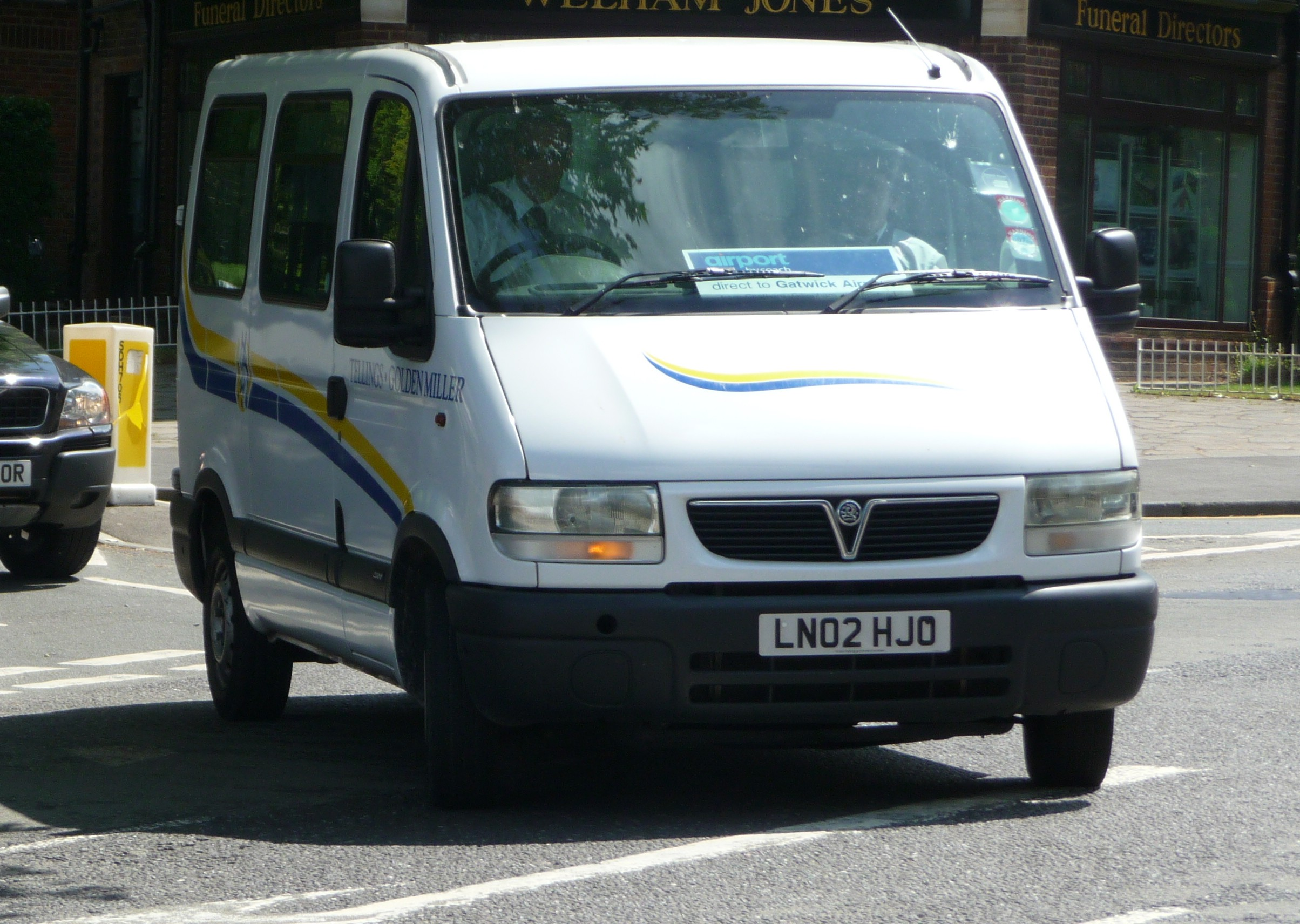
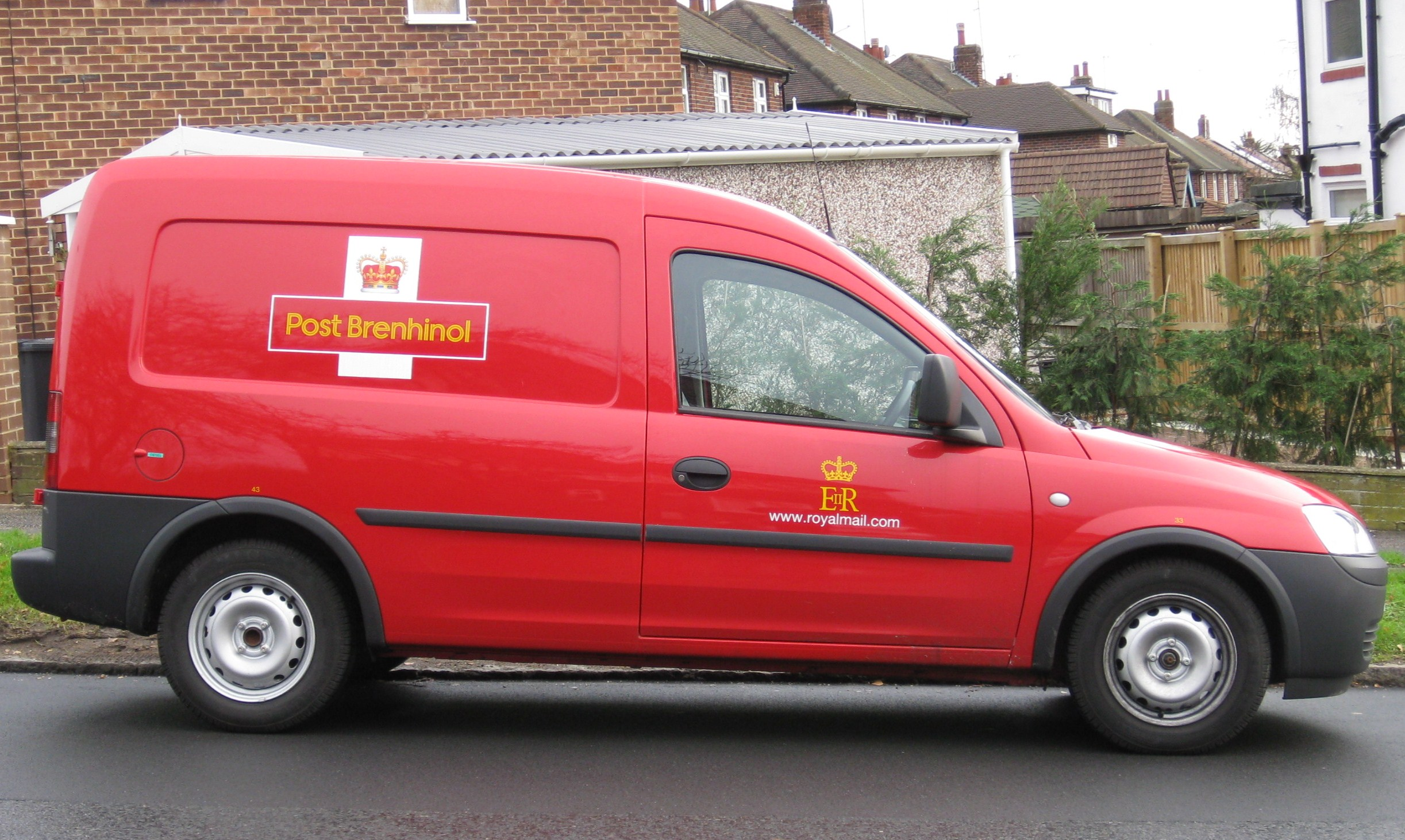
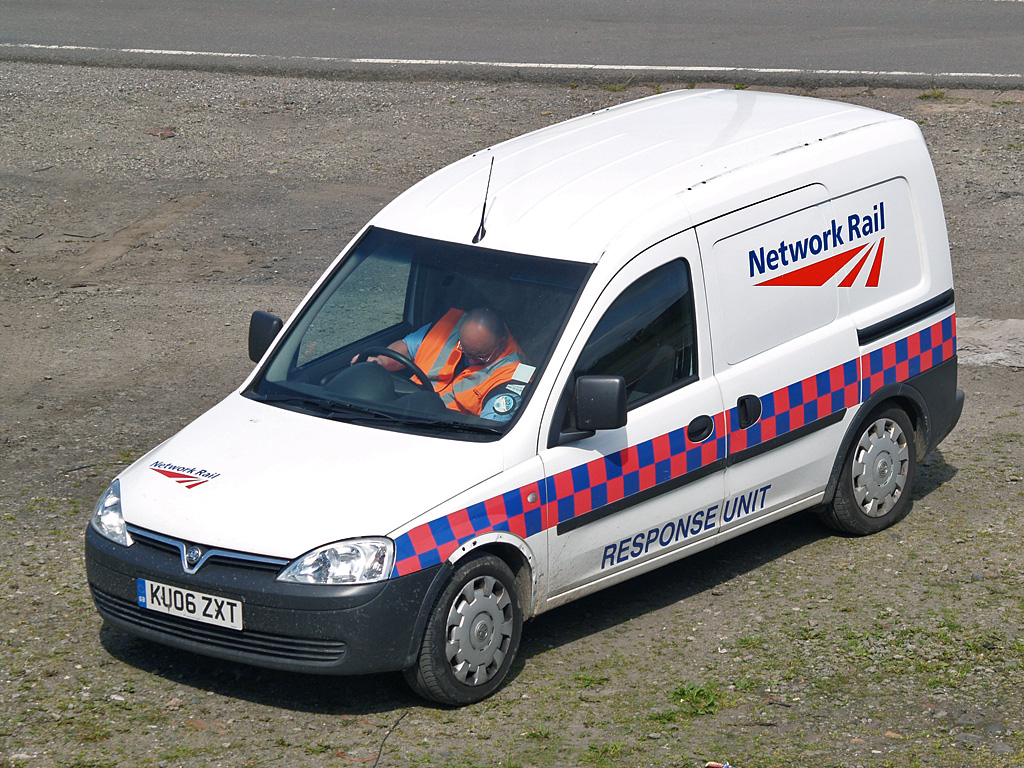
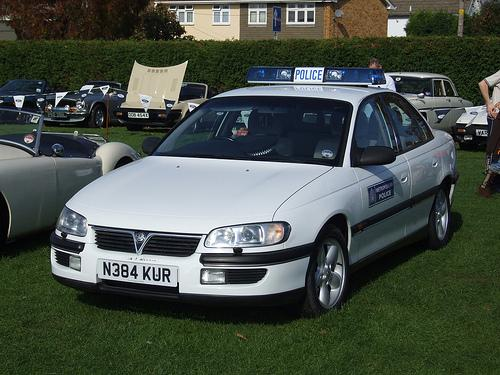
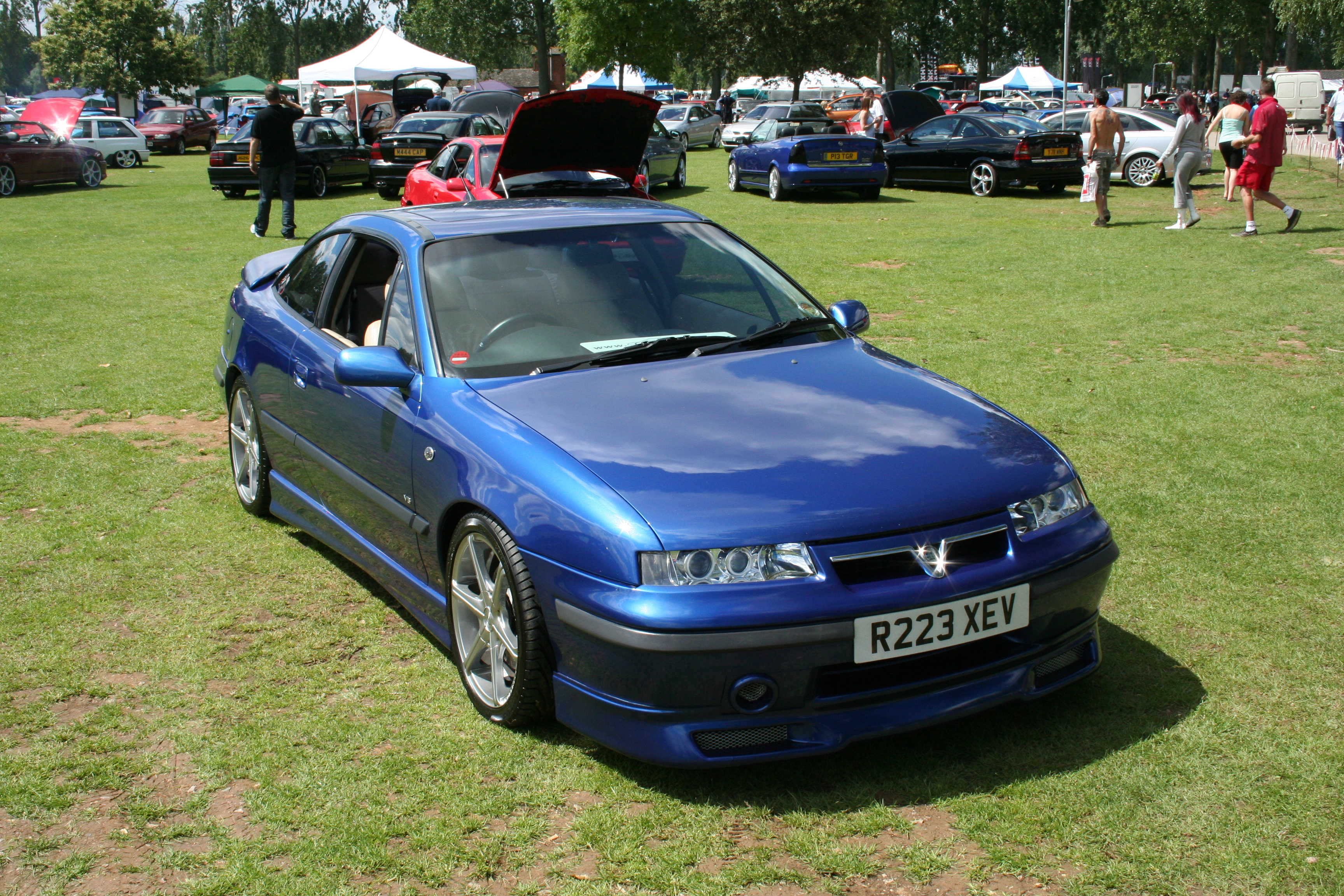
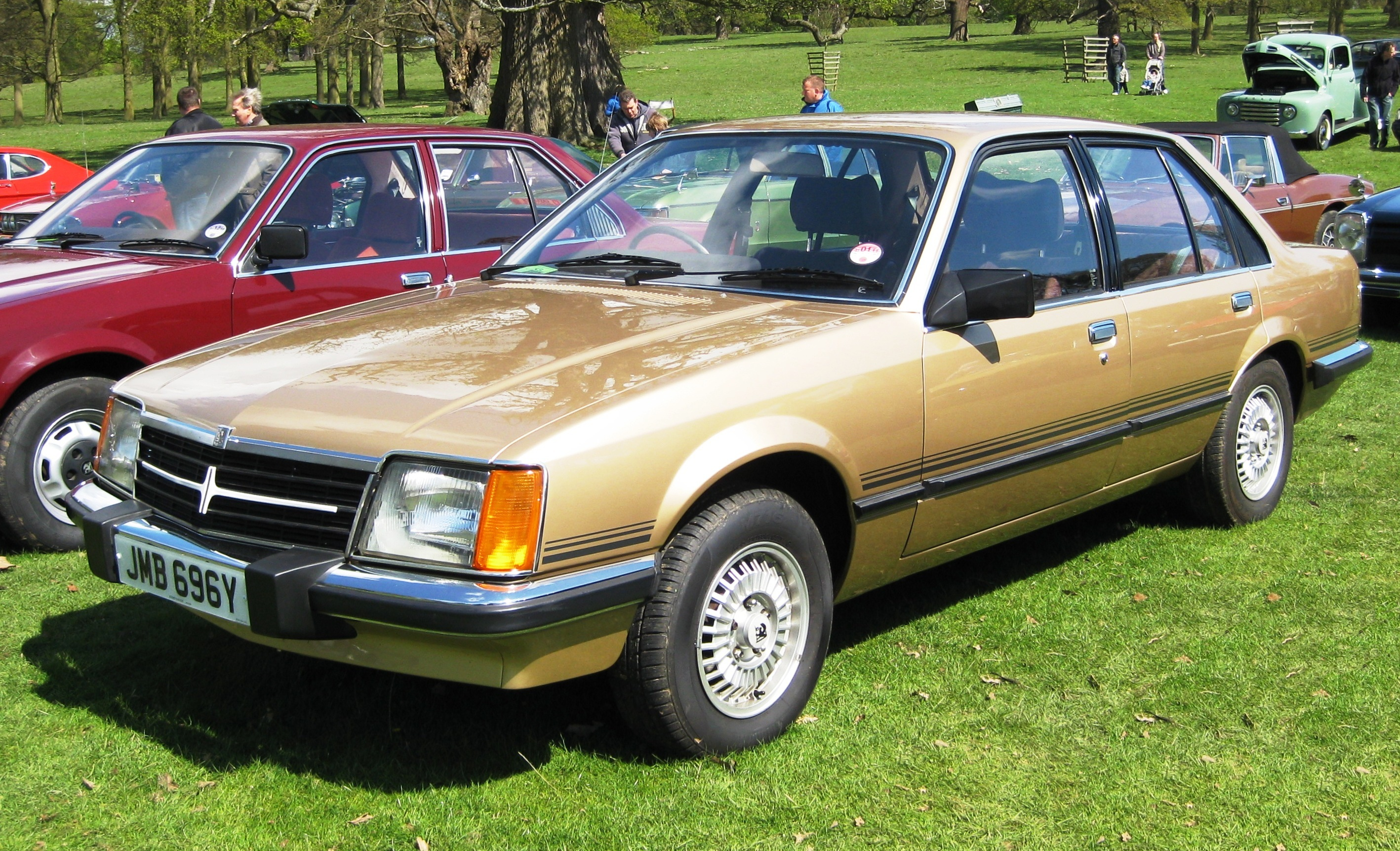
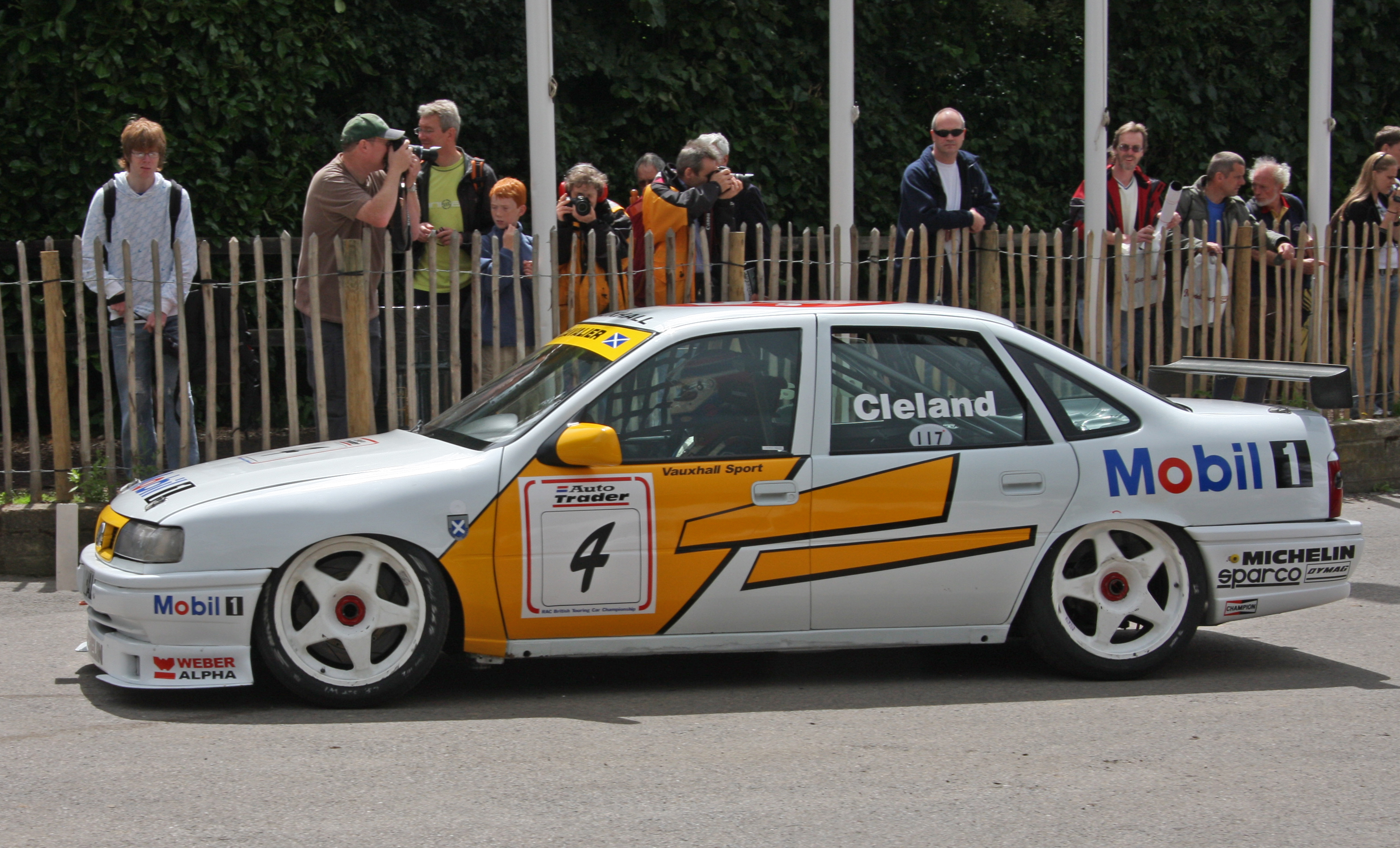
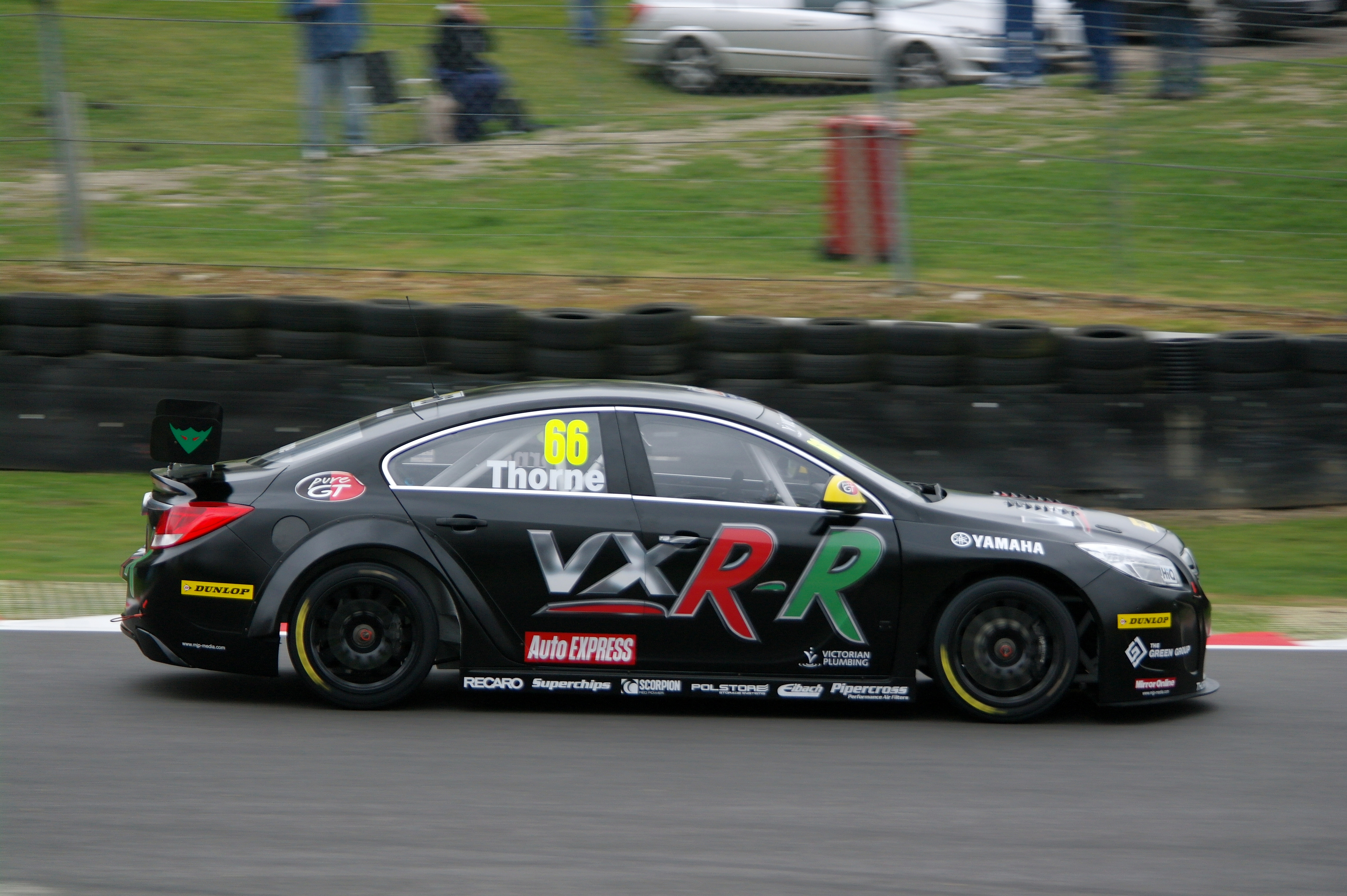
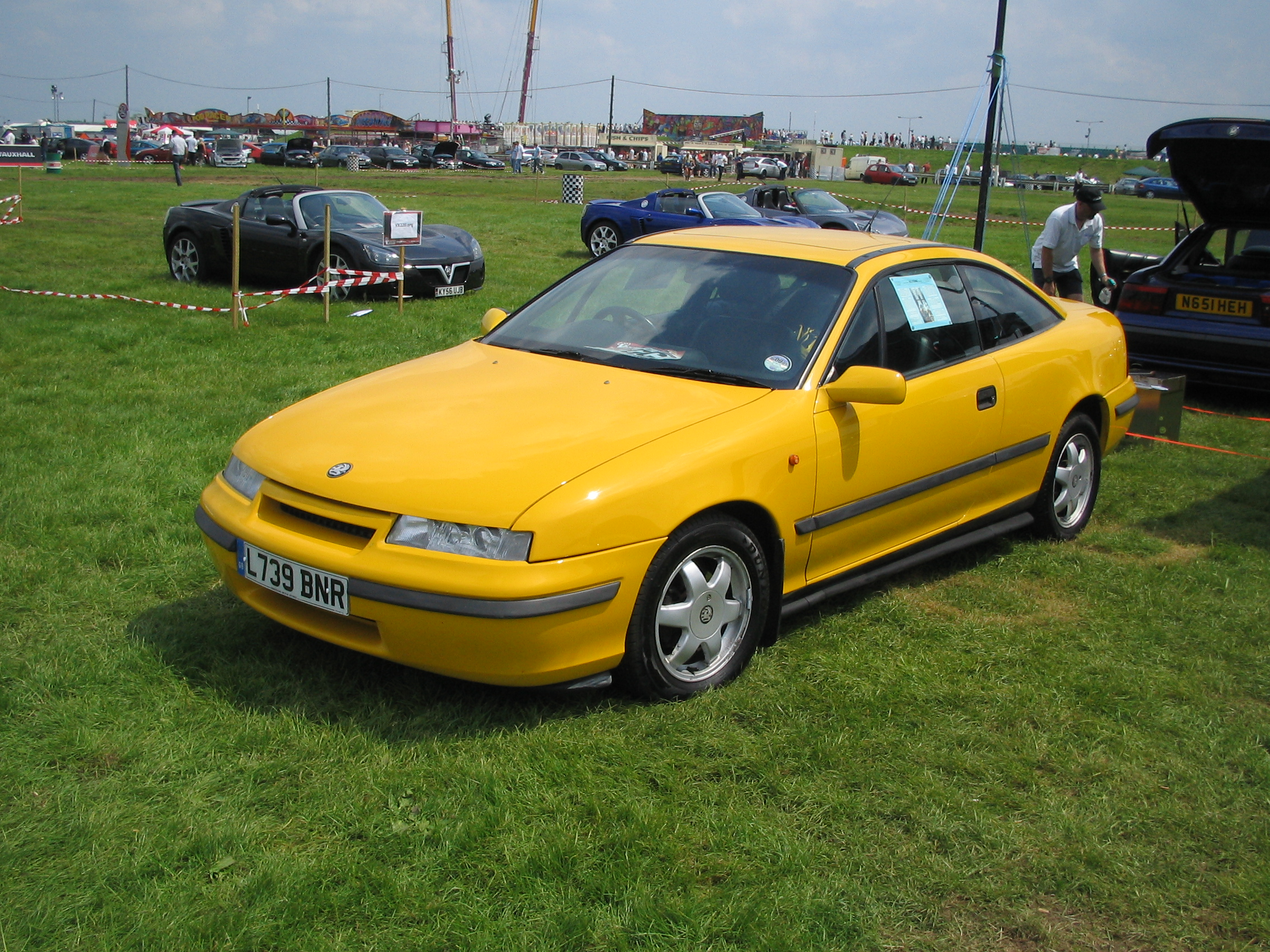
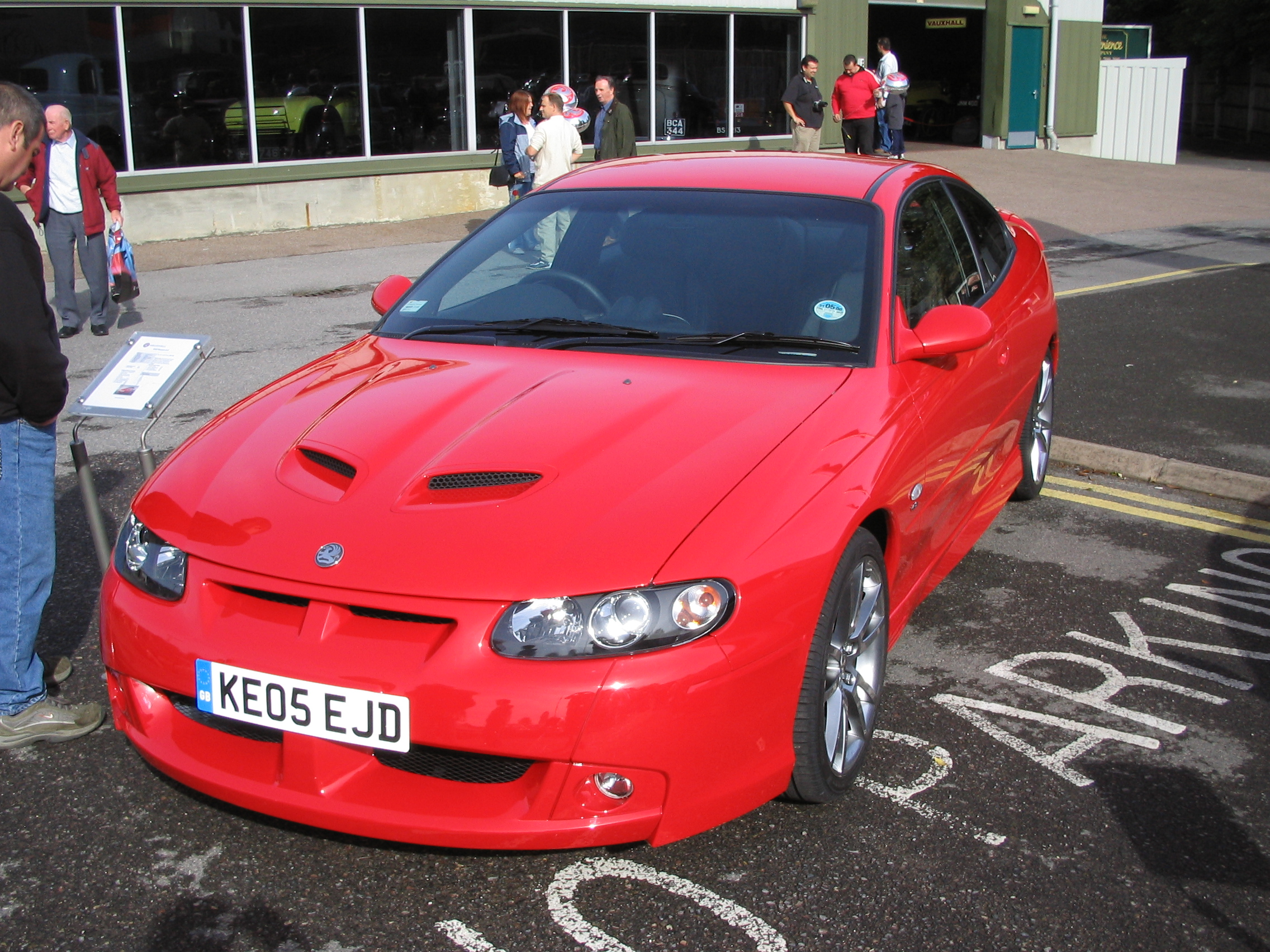
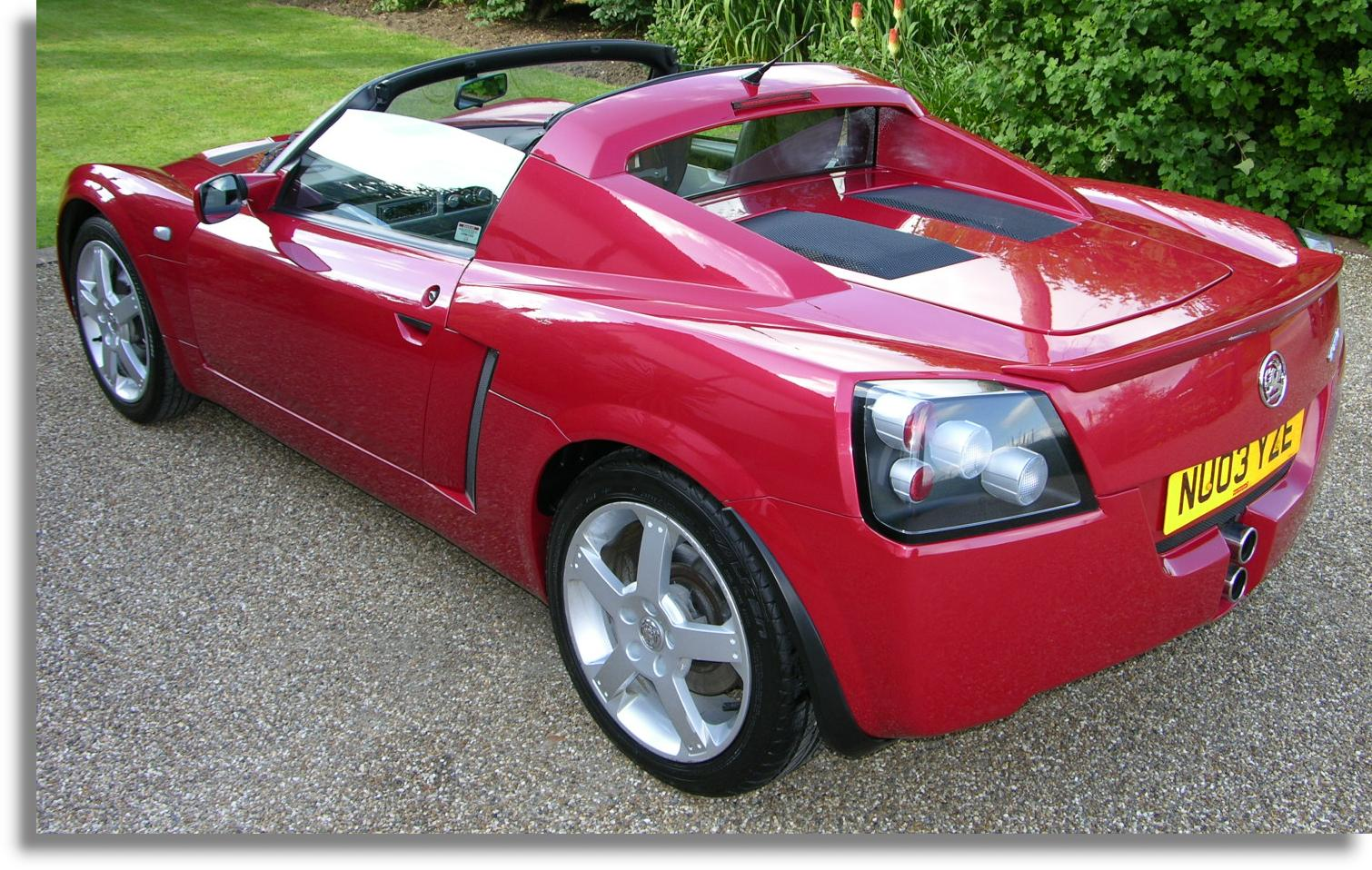
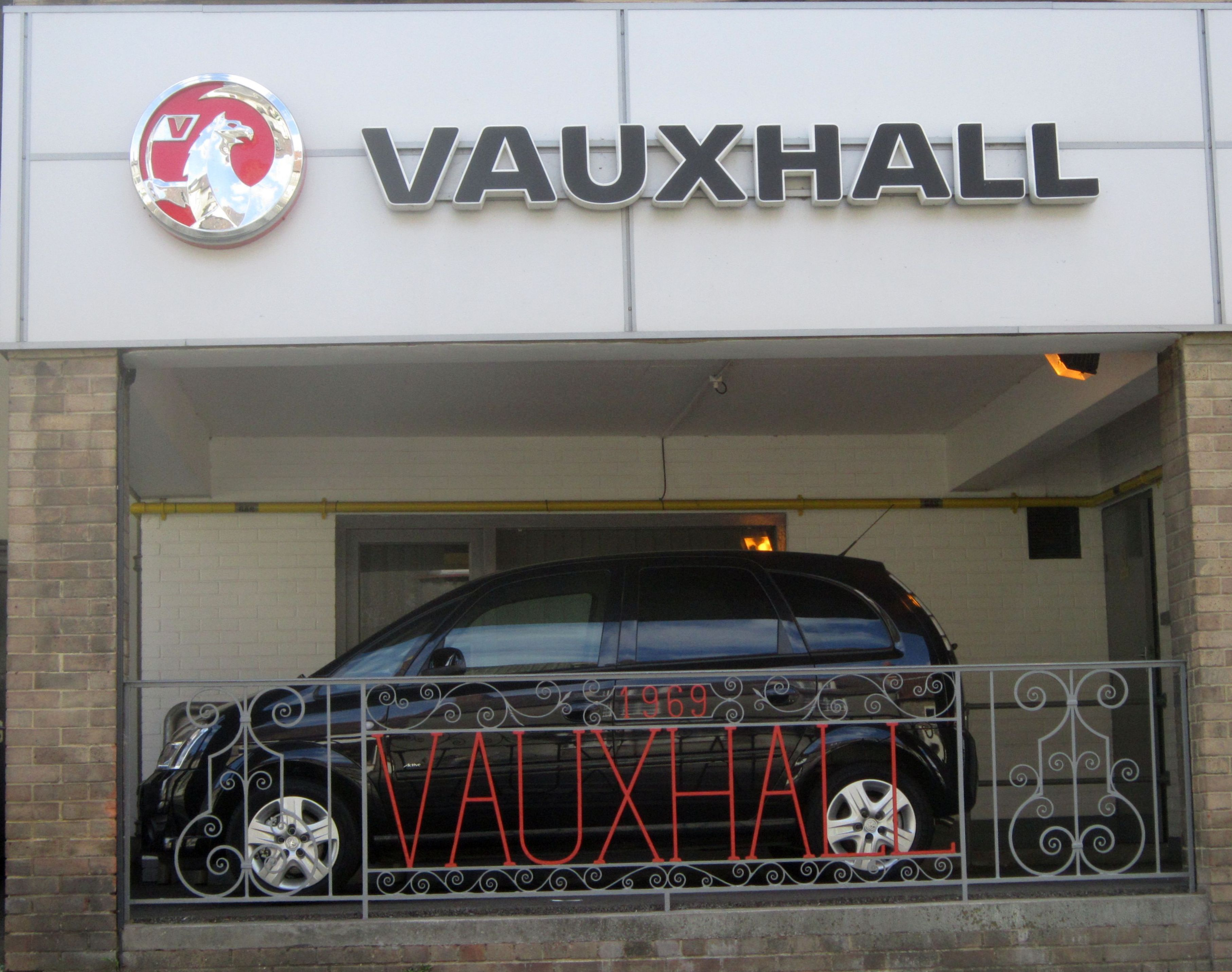
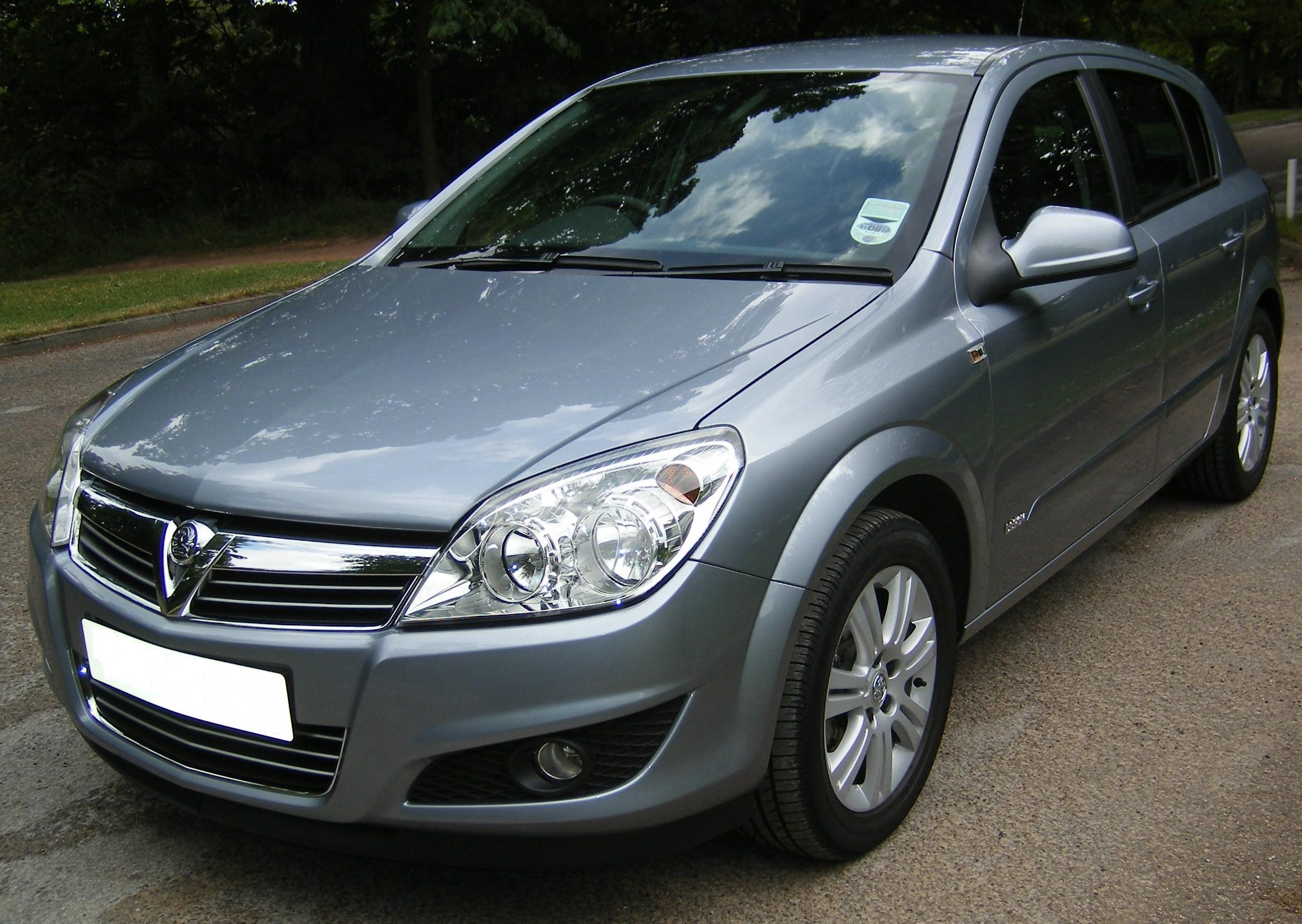
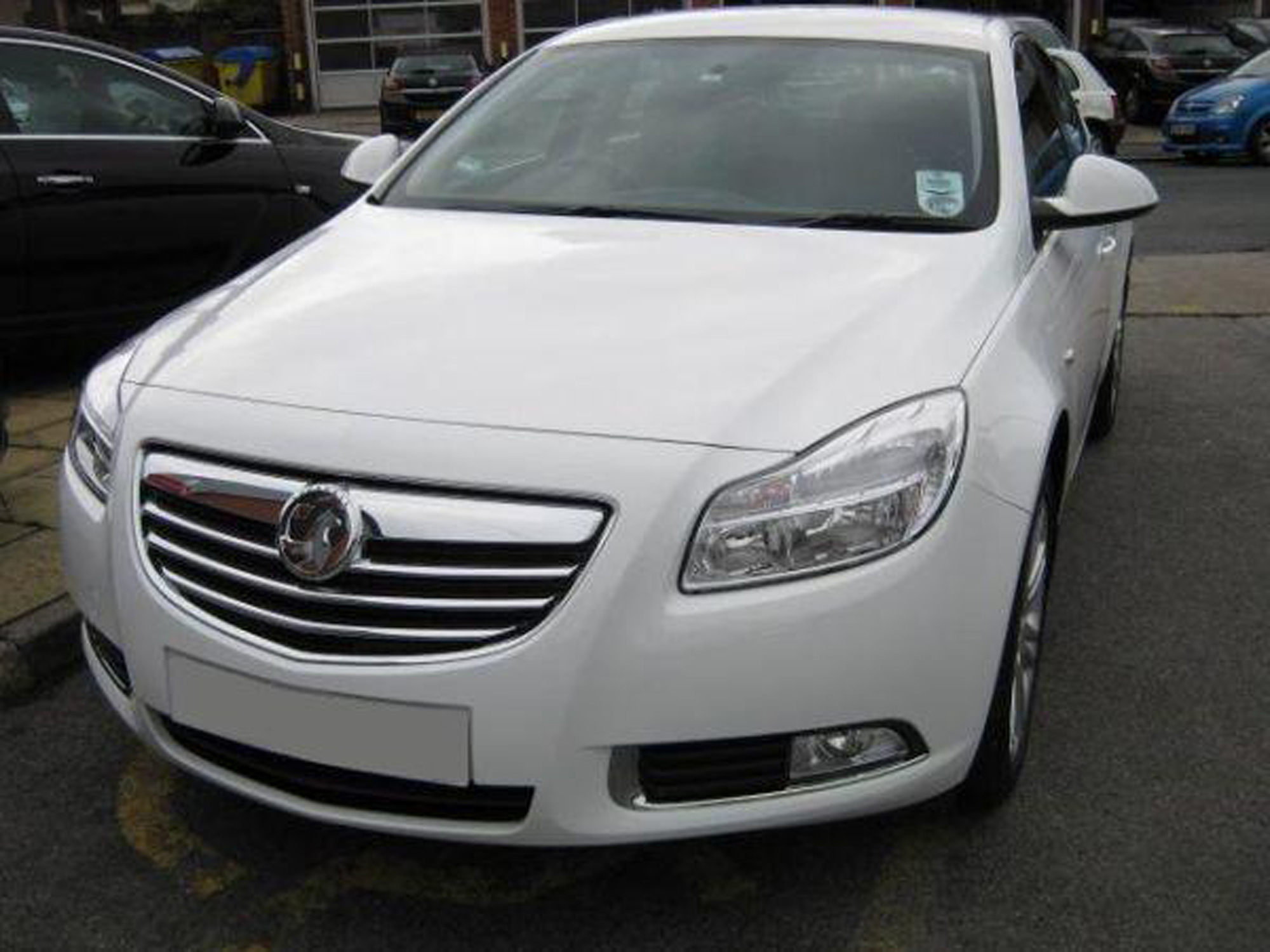
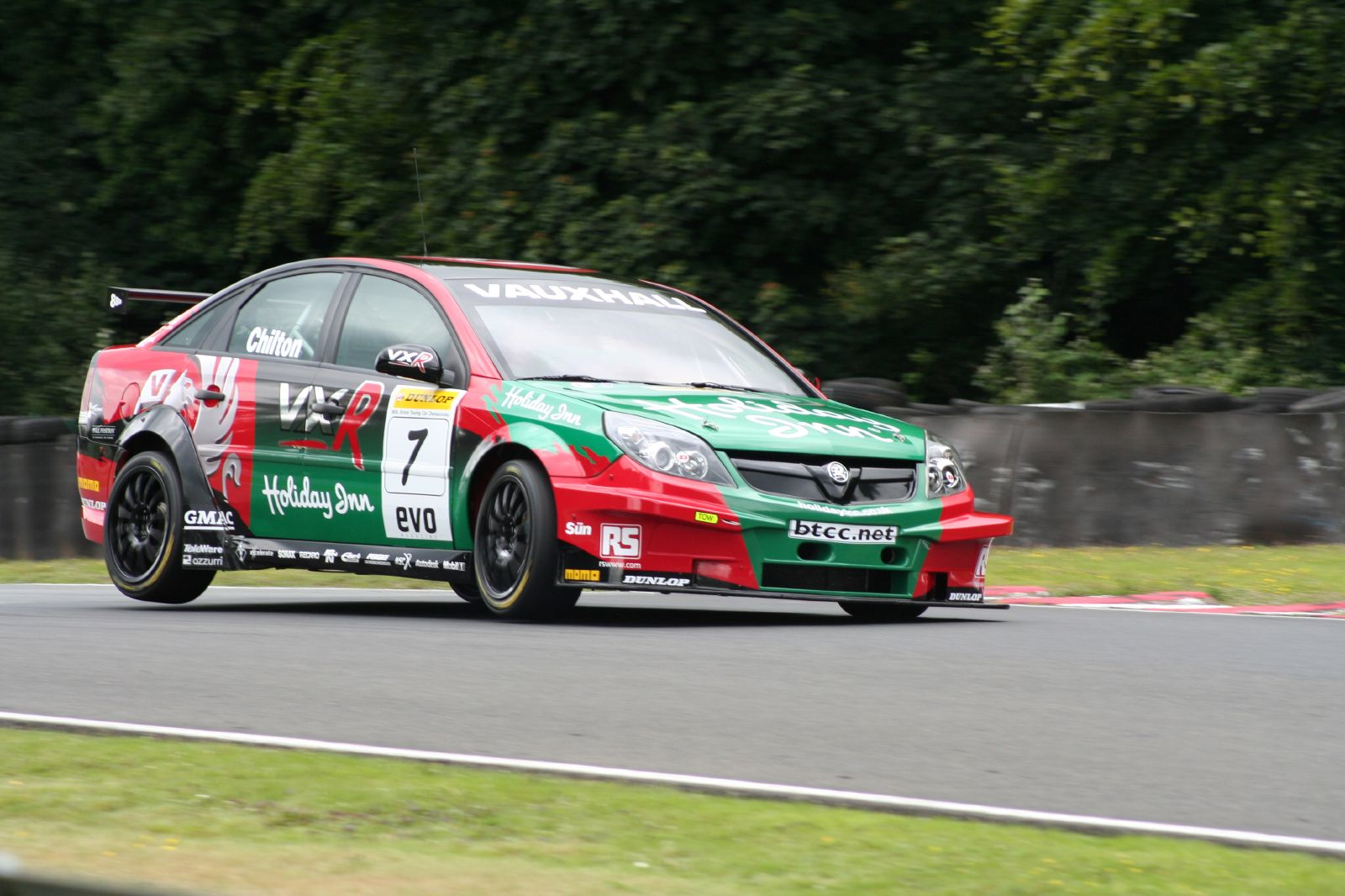
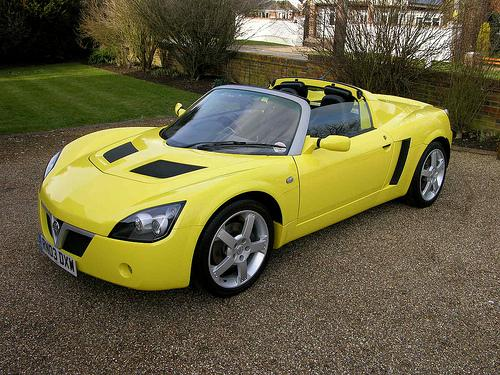
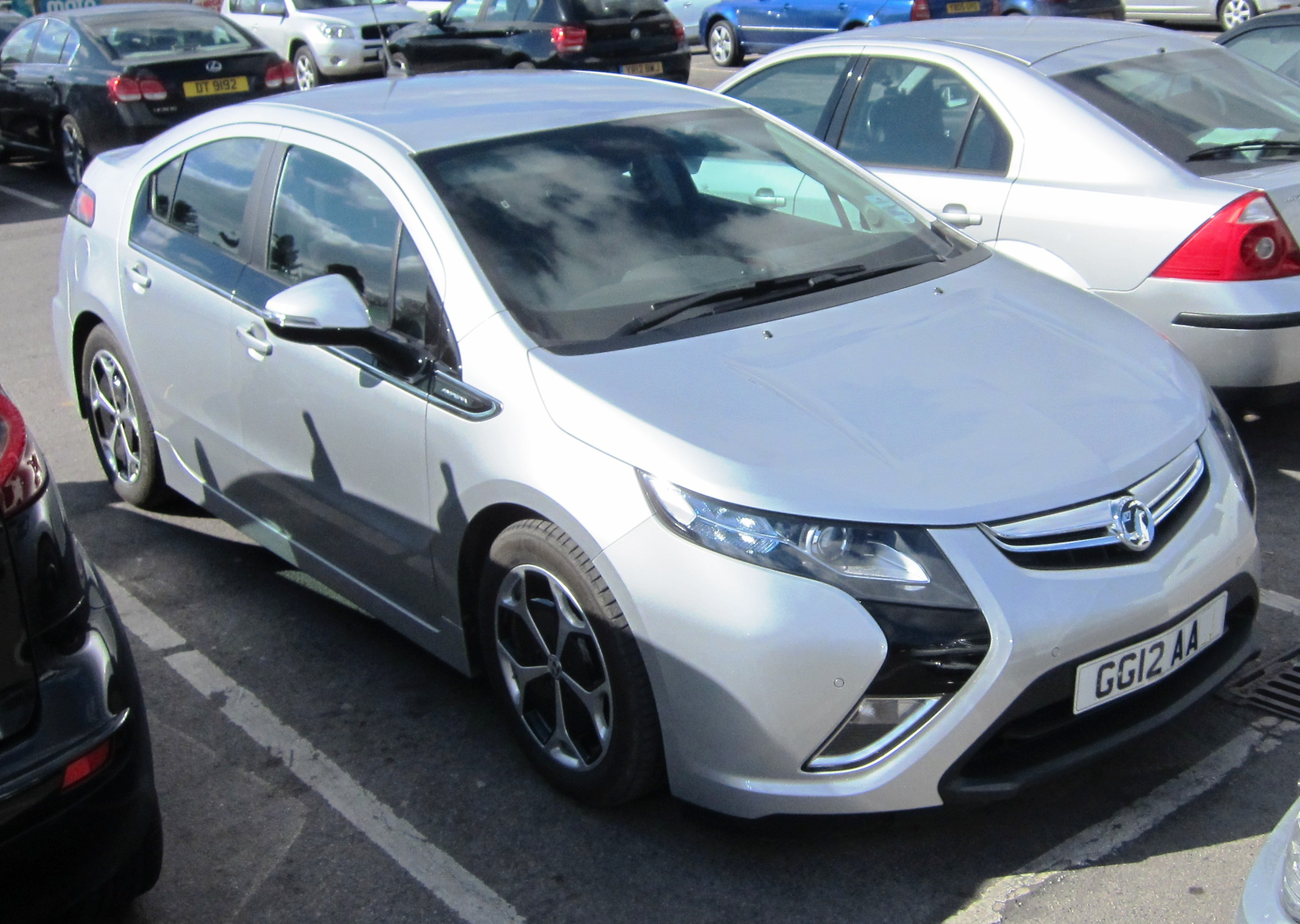
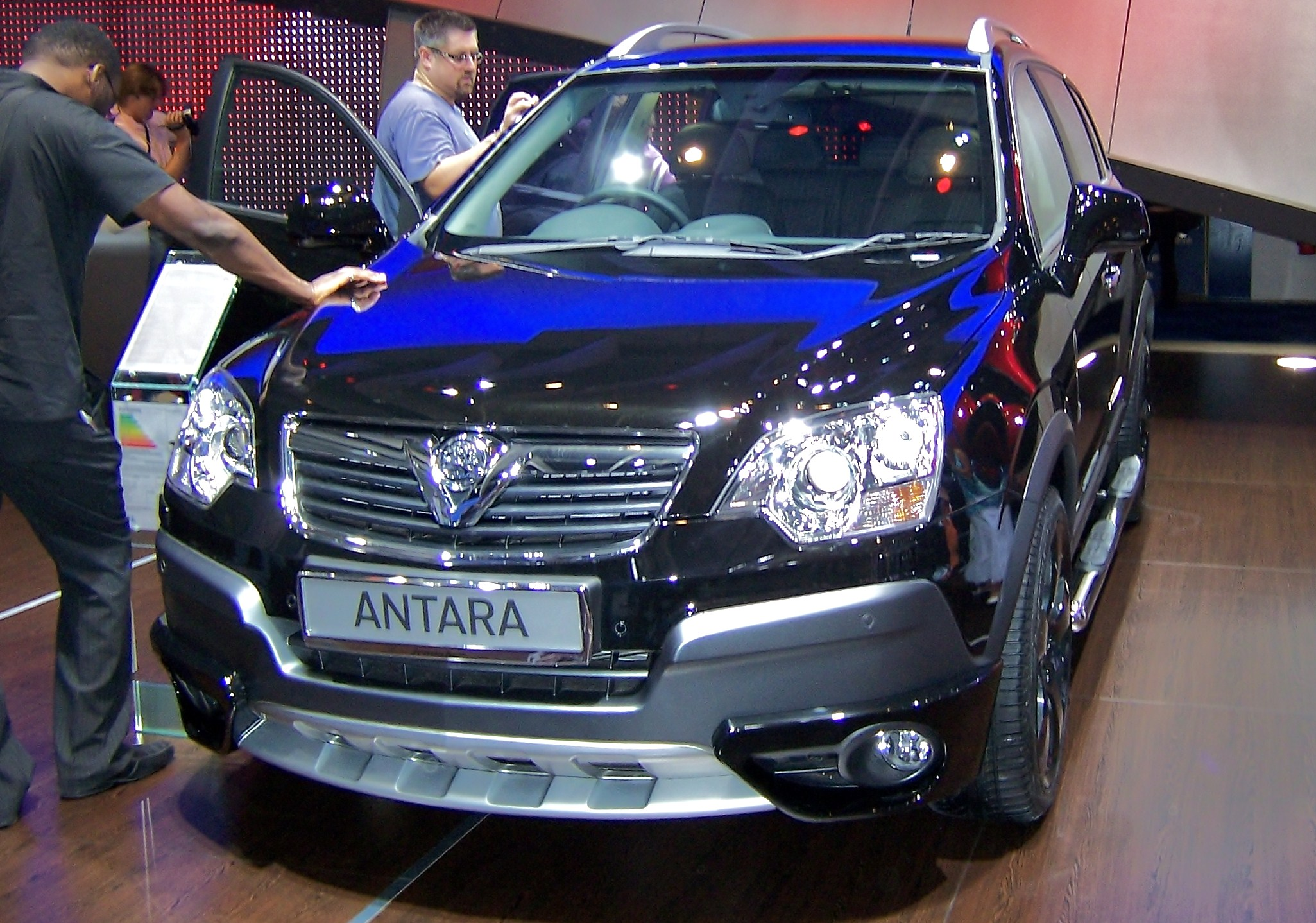
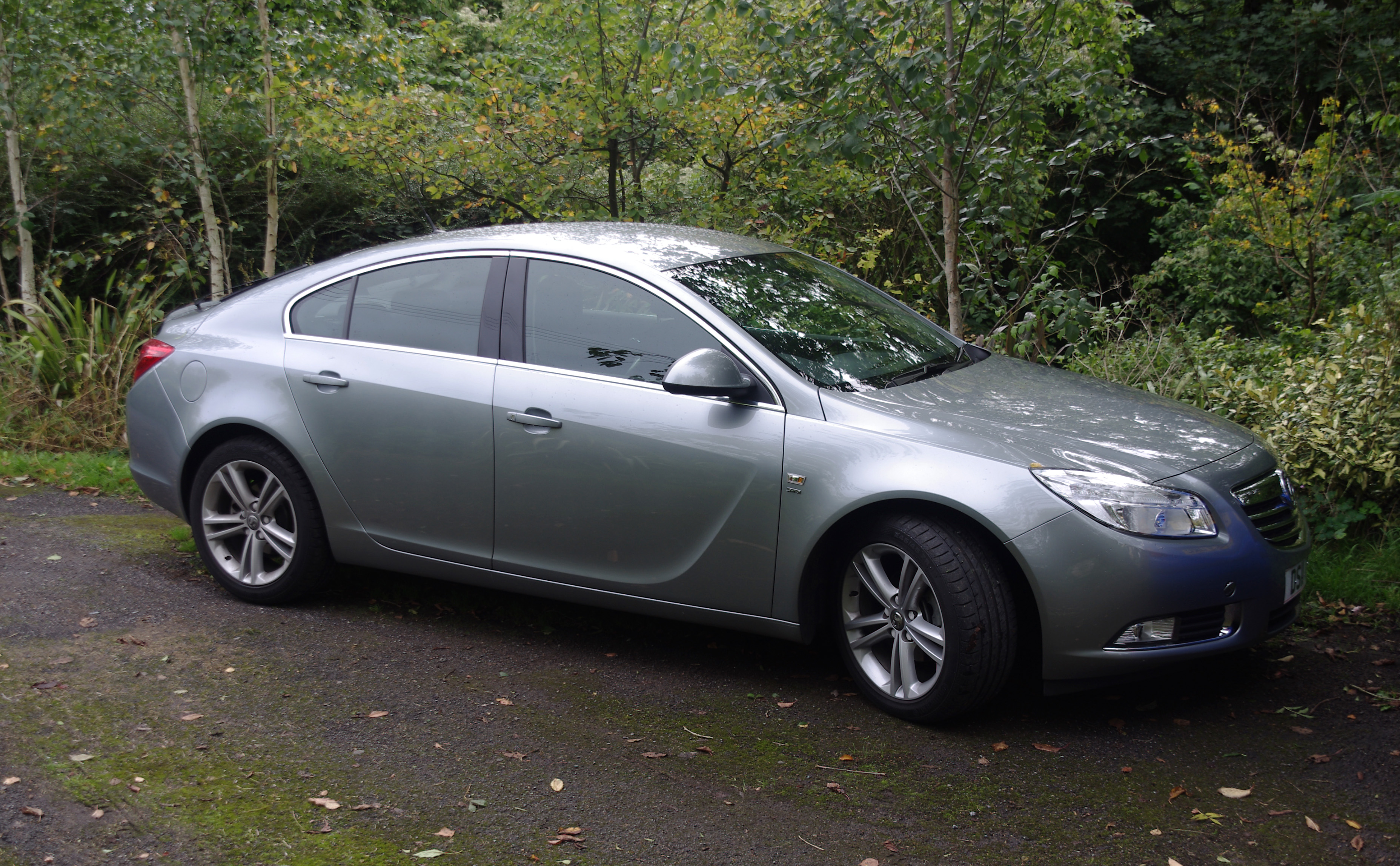